# Magasins réunis
Les Magasins réunis est une ancienne chaîne française de grands magasins développée à partir de Nancy et qui s'implanta principalement dans le Grand Est de la France.
Avec plus de 12 000 m2, le magasin de Nancy fut le plus grand magasin de province jusqu'en 1965, lorsque furent créées les Nouvelles Galeries à Lille.

## Histoire

### L'implantation des Magasins réunis dans la ville de Nancy
Après la signature du Traité de Francfort qui met fin à la guerre franco-allemande de 1870-1871, un très grand nombre d'Alsaciens-Lorrains souhaitant rester français se fixent à Nancy avec leur famille et la ville devient le premier point d'accueil de ces nouveaux arrivants. Cette migration entraîne un essor démographique significatif : la ville passe de 53 000 habitants en 1872 à 120 000 en 1911. Elle devient alors capitale de l'Est de la France située à quelques dizaines de kilomètres de la nouvelle frontière imposée par l'Allemagne.
Nancy ville devient un grand marché de consommation, favorisant l'émergence de grandes entreprises industrielles et commerciales. Son processus d'industrialisation a commencé dès la période antérieure, notamment avec la mise en service du canal de la Marne au Rhin en 1852, l'inauguration de la gare de Nancy située à proximité du centre-ville, renforçant les liaisons ferroviaires entre Paris, Nancy et Strasbourg.

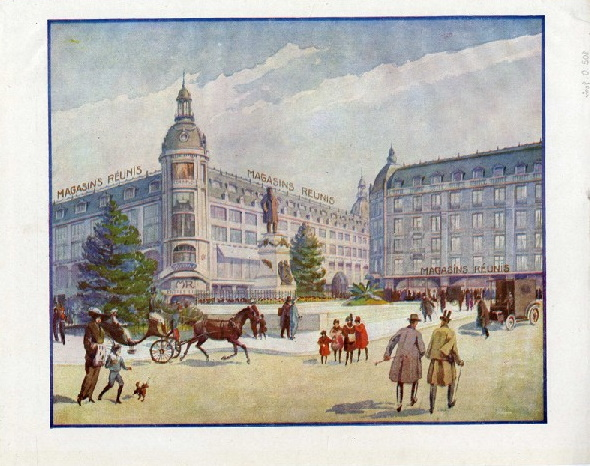
Nancy, place Thiers, vue sur les Magasins Réunis.

La ville connaît également une expansion urbaine : de nouveaux quartiers voient le jour, des avenues sont élargies. En 1874 est créé un réseau de transports en commun, des tramways qui facilitent les déplacements des habitants des quartiers périphériques. Nancy s'affirme face à Paris, le centre-ville devient un lieu de rencontre, où cafés et brasseries se multiplient. Le phénomène s'accélère en 1909 avec l'organisation de l'exposition internationale de l'Est de la France qui accueille 2 400 000 visiteurs en seulement quatre mois.
C'est dans ce contexte que naissent les Magasins réunis de Nancy.

### Une entreprise familiale
La création des Magasins réunis est liée à une famille : celle d'Antoine Corbin, né à Nancy en 1835, camelot sur les marchés de la ville. Il ouvre un premier magasin en 1867 sous la porte Saint-Nicolas, ce sera le Bazar Saint-Nicolas. Inspiré par les pratiques parisiennes de l'époque, il propose une large gamme de marchandises avec des prix fixes et clairement affichés, dans un espace où l'entrée est libre. Cependant, la boutique devient rapidement trop étroite pour répondre à la demande croissante.
En 1883, il achète des bâtiments à l'angle de l'actuelle avenue Foch et de la rue Mazagran, face à la gare de Nancy. Son idée est visionnaire, le nouveau quartier se développe très vite et les immeubles attenants sont rapidement rachetés. En 1890 apparaît le nom de « Magasins réunis », nom repris d'un grand magasin fondé à Paris en 1866 (sur l'actuelle place de la République).
En 1894, une marquise est construite par l'architecte Lucien Weissenburger reliant en façade les deux immeubles.
Antoine meurt en 1901, mais la prospérité sera prolongée par son fils cadet, Eugène Corbin, qui poursuit les agrandissements. Cette opération d'acquisition et de développement s'étend sur plus de vingt ans, impliquant plusieurs phases de travaux d'aménagement et d'extension.
Des succursales régionales ouvriront à Toul et Pont-à-Mousson.
En 1913, sous la présidence d'Eugène Corbin, les Magasins réunis, les groupes Paris France et Nouvelles Galeries s'associent, pour la construction à Strasbourg, place Kléber, d'un grand magasin à l'enseigne : Magasins modernes (en 1950 il sera rebaptisé « Mag Mod » et deviendra finalement « Galeries Lafayette » en 2010).

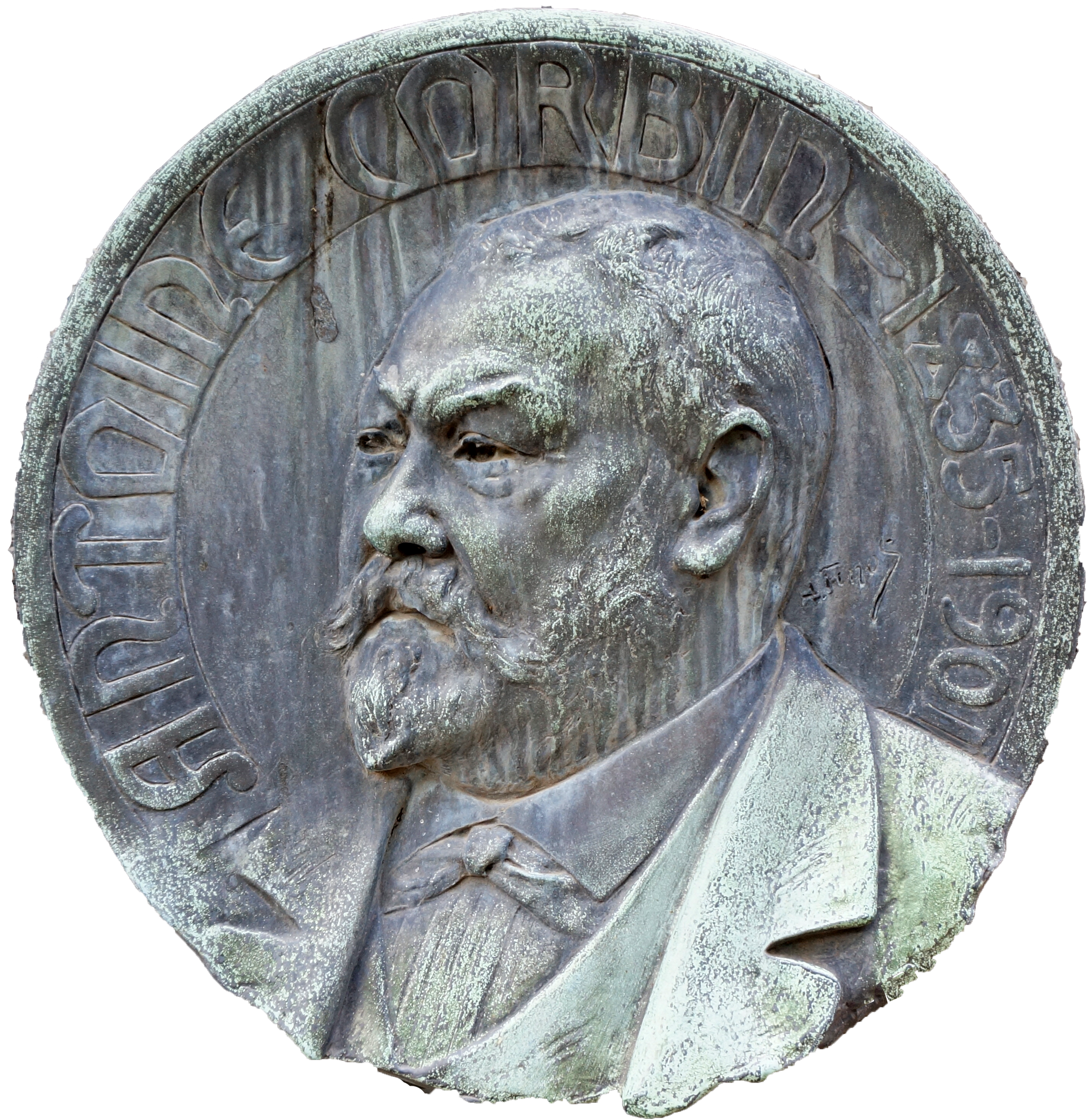
Antoine Corbin (cimetière de Préville).

### La promotion de l'École de Nancy par l'architecture: un manifeste Art nouveau
Les immeubles des Magasins Réunis n'étaient pas voués à s'inscrire dans le style Art nouveau à l'origine. En 1894, Antoine Corbin engage l'architecte Lucien Weissenburger pour concevoir le bâtiment. Il opte tout d'abord pour une architecture néoclassique, symétrique et ordonnée, la plus adaptée pour un Grand magasin, avec une structure métallique sur des poteaux en fonte. Le bâtiment est revêtu de pierre de taille et largement vitré, créant une impression de masse imposante qui contraste avec les façades environnantes plus bourgeoises. Une entrée monumentale, surmontée d'une marquise en ferronnerie en forme d'arc de cercle, donne accès au bâtiment. Une tourelle d'angle, couronnée d'un dôme à lanterneau, est ornée d'une sculpture en bronze représentant Mercure, le dieu du commerce.
En 1901, Antoine Corbin décède, laissant derrière lui son fils Eugène pour prendre les rênes de l'entreprise familiale et poursuivre le projet de son père. La même année, un groupe d'artistes, architectes et industriels nancéiens se réunissent en association et créent l'Alliance provinciale des industries d'art ou École de Nancy. Ils encouragent la formation des ouvriers d'art, promeuvent l'art décoratif moderne lorrain et le renouveau des arts décoratifs. Ils adoptent les principes de l'Art Nouveau que l'on retrouve un peu partout en Europe à la même époque notamment à Bruxelles, Glasgow, Milan ou Vienne. Ils souhaitent améliorer le cadre de vie de leur époque en créant un art nouveau inspiré par la nature et prônent  le recours à l'industrie dans la création artistique. Les intérieurs doivent être aménagés et meublés de façon fonctionnelle et moderne, le mobilier doit être conforme aux usages de l'époque.
Eugène Corbin se laisse séduire par les charmes de l'Art nouveau qui commence à imprégner la vie quotidienne des habitants de Nancy. Les architectes renouvellent les formes et les décors dans divers types de bâtiments, tels que des cafés, des brasseries, des hôtels, des devantures de petits commerces, des pharmacies, des banques, des villas bourgeoises, des maisons de ville et des immeubles de rapport. Les grands magasins deviennent dès lors des lieux de diffusion de ce mouvement artistique.

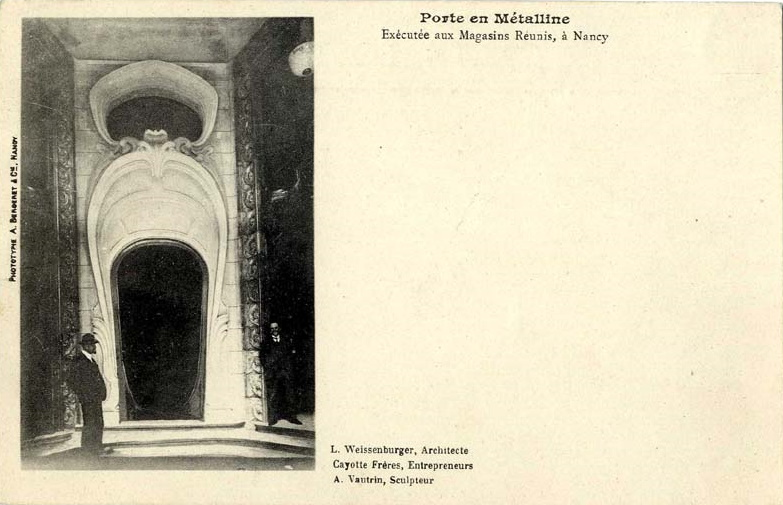
Carte postale Magasins Réunis, Nancy, début XXe. Porte en Métalline.

Entre 1905 et 1910, neuf nouvelles travées sont ajoutées à la façade principale, faisant face à la gare, ornées de hauts-reliefs en bronze d'Alfred Finot. L'esthétique novatrice Art nouveau se reflète surtout dans les cariatides en bronze réalisées par Victor Prouvé, représentant des femmes-fleurs aux longues chevelures. À l'angle de la rue Poirel, sur la place Saint-Jean, une nouvelle entrée est érigée en placage métallique, prenant la forme d'ailes de papillon, avec un encadrement en grès émaillé de Rambervillers.
L'ensemble de la décoration intérieure est également réalisé par les artistes de cette école : bronzes de Jules Cayette, vitraux de Jacques Grüber, lampadaires de Louis Majorelle, plafonds d'Henri Suhner. Par ses choix, Eugène Corbin agit en tant que promoteur de l’École de Nancy.

### Le développement des grands magasins auXIXesiècle

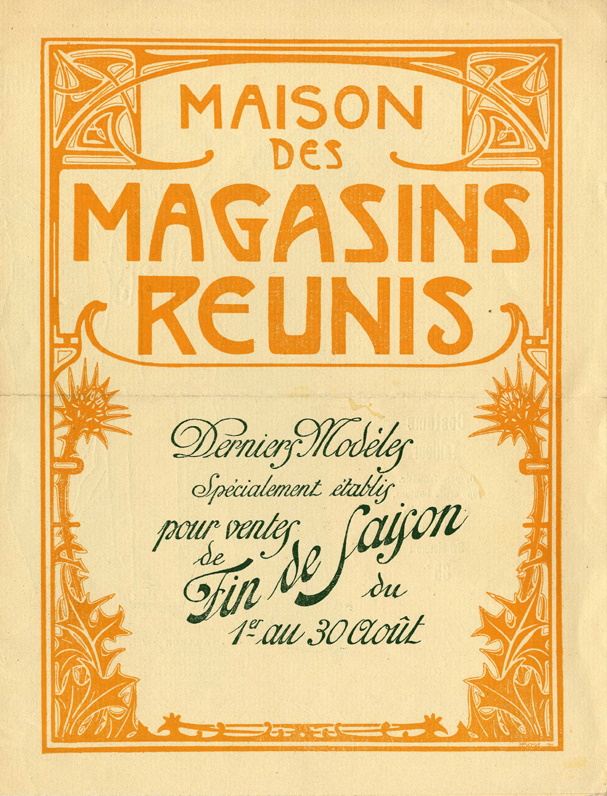
Couverture d'un catalogue de vente d'articles de mode féminine spécialement conçus pour la fin de la saison d'été.

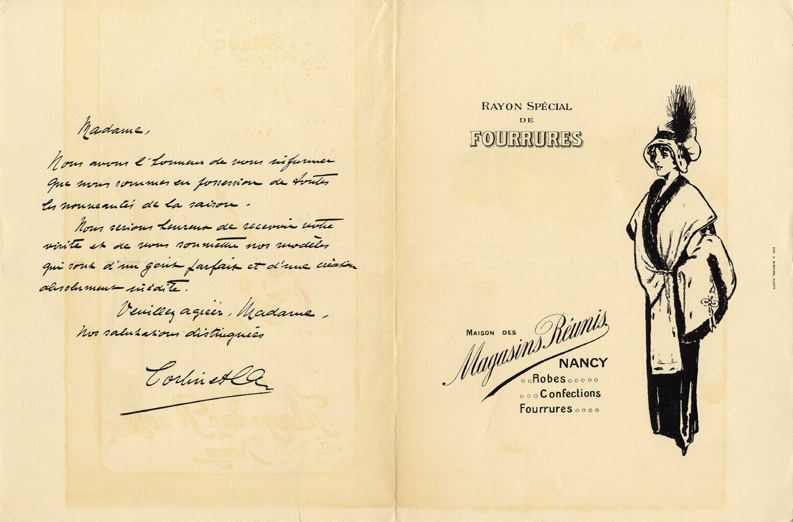
Carton d'invitation publicitaire pour découvrir les nouveautés du rayon mode et fourrure des Magasins réunis Nancy

#### Les évolutions techniques dans l'industrie de la Mode
En France, durant la seconde moitié du dix-neuvième siècle, le monde de la Mode connaît de profonds bouleversements, notamment du fait de l'apparition de la « confection », ancêtre du prêt-à-porter. En effet, à la faveur de la révolution industrielle et de la mécanisation de certaines techniques du monde de la Mode - dès 1769, le brevet de la première machine à tisser automatique est déposé par Richard Arkwright, Josué Heilmann présente en mai 1829 un métier à broder, le comte Hilaire de Chardonnet invente la première soie artificielle en 1884 à la faveur des progrès de l'industrie chimique ; les boutiques de mode produisent donc plus vite et à plus grande échelle des vêtements qu'elles vendent directement ajustés à leur clientèle, sans forcément recourir aux services d'un tailleur.
Grâce à toutes ces innovations techniques, les grands magasins connaissent donc un essor sans précédent dès la fin du Second Empire. Les modes se renouvellent par conséquent très vite et le principe de saison apparaît. Soucieux de répondre à cette consommation de mode en pleine croissance et de suivre les changements très rapides en matière de style au cours des saisons d'hiver et d'été, les Magasins Réunis proposent par exemple, à leur clientèle féminine, des vêtements spécialement conçus pour la fin de la saison d'été. Une couverture d'un catalogue de vente annonce même la vente de modèles conçus pour une période d'à peine un mois, du 1er au 30 août.
Les collections de mode rythmées par les saisons sont l'occasion d'utiliser la publicité de manière stratégique en envoyant des cartons d'invitation personnalisés pourvus d'un texte manuscrit et d'une illustration, visant à informer la clientèle des nouveautés de la saison.

#### L'importance de la publicité de Mode pour les Magasins Réunis

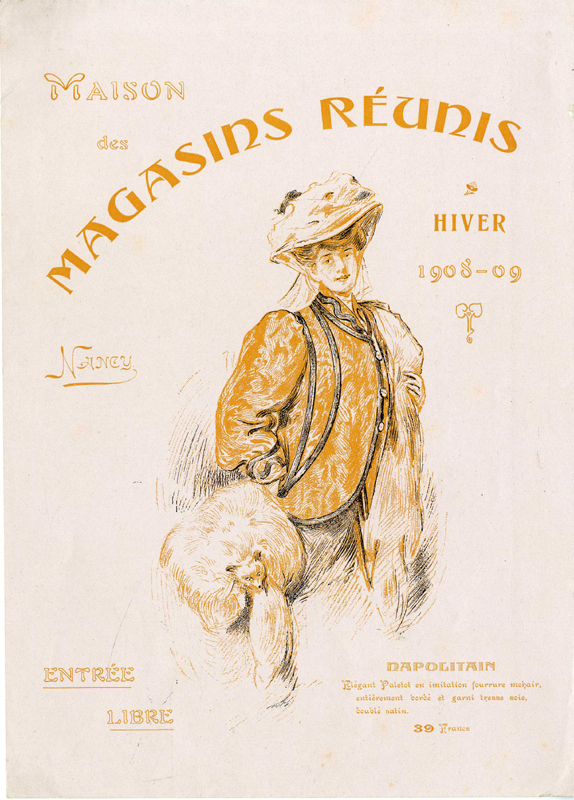
Couverture d'un catalogue de vente de la saison d'Hiver 1908-1909 des Magasins Réunis montrant un patelot au prix de 39 francs.

Grâce à cette mécanisation et à ce renouvellement rapide des modes, le prix des vêtements et des accessoires de Mode baisse donc drastiquement et devient le plus souvent fixe ; ce que les Magasins Réunis ne manquent pas de mettre en valeur, comme nombre de grands magasins, par des réclames ou des catalogues qui participent à leurs importantes campagnes de publicité.
Antoine Corbin, dès l'ouverture de son premier magasin en 1867, le Bazar Saint-Nicolas, propose d'ailleurs ce type de formule de vente arrivée de Paris et qui fera la fortune des grands magasins; entrée libre, prix fixes, large gamme de vente.
La publicité de Mode joue effectivement un grand rôle dans le développement des grands magasins dès la fin du dix-neuvième siècle et au début de la Belle Époque; elle est un moyen de communication important auprès de la clientèle. Les Magasins Réunis s'illustrent notamment par d'élégants catalogues de vente pour leurs articles de Mode, s'adressant le plus souvent à leur clientèle féminine.
Outre la présence de prix fixes, comme il est possible de le voir sur des couvertures de catalogues, les Magasins Réunis mentionnent également la possibilité d'une entrée libre au sein de leurs établissements, ce qui fait partie d'une véritable politique publicitaire auprès de la clientèle de l'époque, désormais libérée de toute contrainte d'achat une fois à l'intérieur du magasin. Ceci était impensable dans les boutiques de confections et d'accessoires ou chez les tailleurs.
Enfin, cet important battage publicitaire de mode participe donc à l'uniformisation de l'habillement quotidien en France et à la diffusion de modèles esthétiques. Les Magasins Réunis sont sujets à ce phénomène et se réapproprient par exemple la figure de la Parisienne sur leurs affiches publicitaires ou leurs couvertures de catalogue. Cette figure, qui veut véritablement incarner la femme française élégante durant la Belle Époque (une statue dénommée « La Parisienne » trône à l'entrée de l'exposition universelle de 1900) est notamment reprise par les Magasins Réunis sur la couverture d'un catalogue de vente pour la saison d'Hiver 1908-1909. Elle devient ici une figure féminine anonyme, particulièrement élégante, qui sert donc de prétexte pour présenter un modèle de la collection d'hiver disponible à la vente.

### L'organisation interne: départements et gammes de vente
En 1912, les Magasins réunis proposent 70 départements de vente sur une surface de 4 000 m2 mais également un salon de thé, une salle de spectacle et une galerie d'art, et un espace de vente est spécialement consacré aux œuvres des ateliers Louis Majorelle, ou encore de la cristallerie Daum…

#### La bijouterie des Réunis

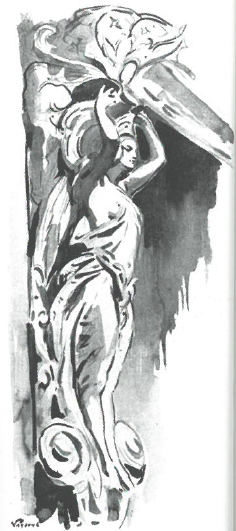
Similigravure d'un dessin d'étude de Victor Prouvé, paru dans la revue l'Art Décoratif en 1909, représentant l'une des cariatides qu'il réalisa pour l'entrée de la bijouterie au rez-de-chaussée des Magasins réunis.

Le département le plus abouti en termes de décor est la bijouterie des Réunis : cariatides de Victor Prouvé, plafond de Louis Majorelle, vitraux de Jacques Grüber, mosaïques, le tout d'un luxe très abouti.
Tout est minutieusement pensé pour s'ancrer dans un ensemble architectural et stylistique cohérent, afin d'éblouir le client et de promouvoir le talent des artistes de l'École de Nancy.
Sont commandées à Victor Prouvé, proche ami d'Eugène Corbin, deux cariatides monumentales pour orner l'entrée de la bijouterie. Celui-ci s'associe à Jacques Gruber pour proposer un ensemble théâtral alliant bronzes et vitraux. Les deux naïades émergeant de l'eau, sont surmontées d'une fleur de tournesol qui s'illumine le soir, reliées entre elles par les vitraux de Gruber, présentant des motifs d'étoiles et de chauve-souris.

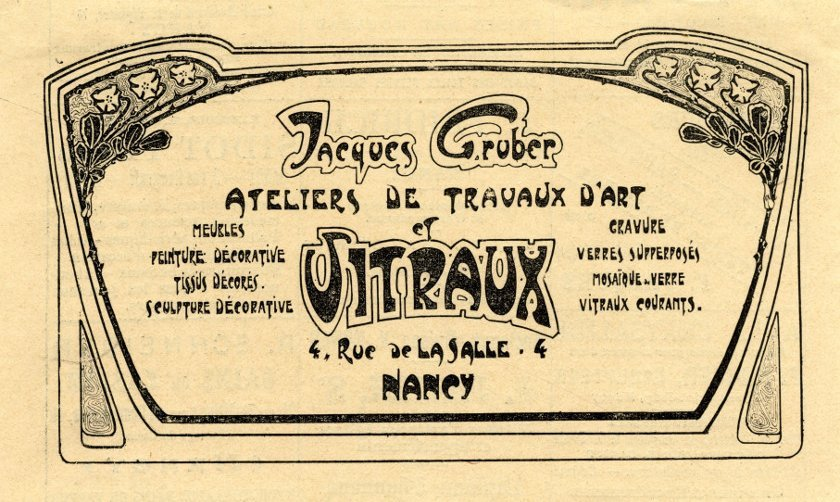
Publicité Jacques Gruber ateliers de travaux d'art et vitraux.

Jacques Gruber est chargé quant à lui de la verrerie et des vitraux décorant les Magasins Réunis. Il réalise les baies du premier étage en verre gaufré orné de motifs végétaux, les vitraux de la bijouterie (motifs de paons et de pommiers du Japon) et participe à la décoration florale du Tea Room. Bien que le verre soit sa spécialité, il est également chargé de la décoration textile et notamment de la création de stores pour les vitres du second étage ornés de motifs de pin. En effet, avant de se spécialiser dans les vitraux, Jacques Gruber a une formation d'illustrateur et de dessinateur et travaille avec des imprimeurs. De fait, Eugène Corbin utilise les modèles des artistes pour une production industrielle et mise beaucoup sur les artistes pour la communication et la publicité de son magasin. L'alliance entre vocabulaire artistique et publicité est l'un des piliers du mouvement Art nouveau. Cela passe par une cohérence stylistique et un vocabulaire artistique fondé principalement sur une gamme de motifs organiques, animaliers et floraux en phase avec une typographie élégante et complexe. Aussi, Eugène Corbin vend de nombreux objets réalisés à partir de modèles créés par les artistes de l'École de Nancy (lingerie et broderie d'après Jacques Gruber et Victor Prouvé, bijoux d'après Victor Prouvé, Jacques Gruber et Jules Cayette) et va même jusqu'à organiser des expositions au coeur des Magasins Réunis.
- Bijouterie des Réunis

"Bijouterie
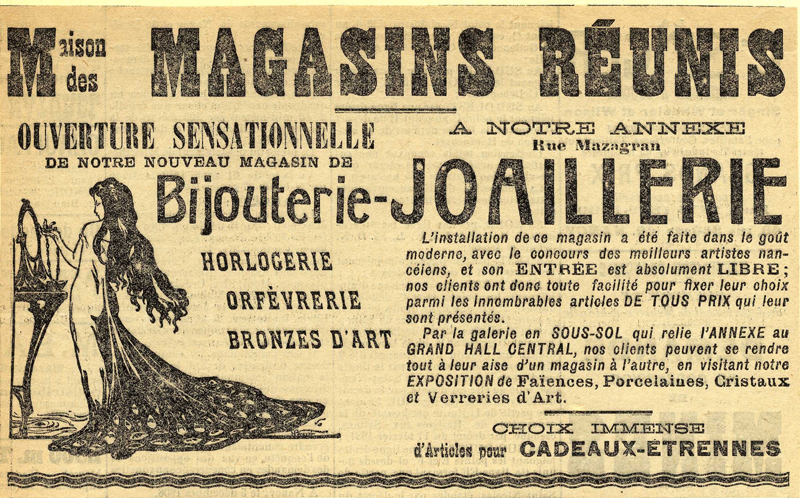
Ouverture de la bijouterie-joaillerie des Magasins Réunis.
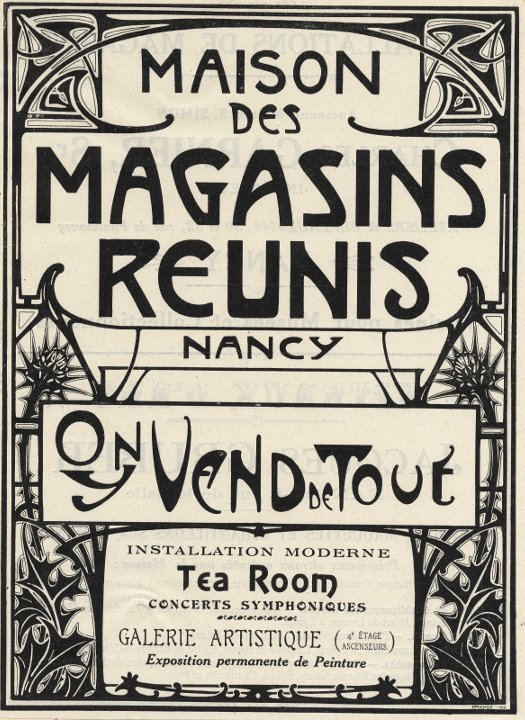
Réclame pour les Magasins Réunis.
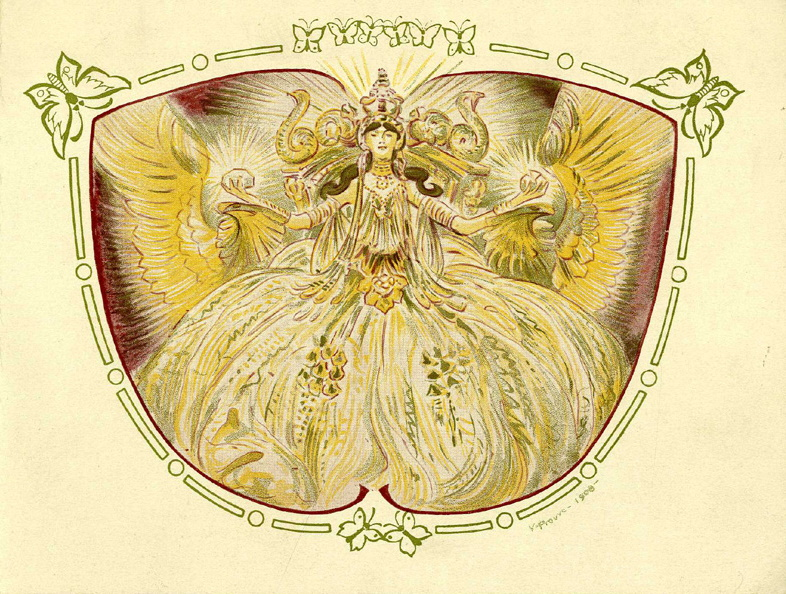
« Les Bijoux », Victor Prouvé : carte publicitaire pour la bijouterie des Réunis.
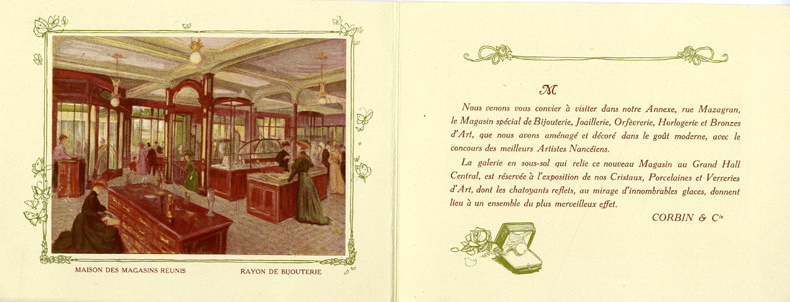
Carton d'invitation pour visiter la bijouterie signé Corbin et Cie.

#### Le rayon des jouets
Comme dans beaucoup de grands magasins, les Magasins réunis de Nancy possédaient un rayon dédié aux jouets. À l'approche de la Saint-Nicolas, de Noël et du Nouvel An, les Magasins réunis de Nancy, achalandés, mettaient en avant leurs rayons de jouets et d'objets utiles pouvant faire office de cadeaux pendant les fêtes. Les vitrines étaient décorées pour l'occasion et les publicités dans les journaux faisaient la promotion de leur grand choix de jouets vendus à des prix concurrentiels. Ces dernières étaient parfois accompagnées de courts poèmes et d'illustrations de Saint Nicolas, d'enfants ou de cadeaux. 

Publicités pour les jouets vendus par les Magasins réunis de Nancy.
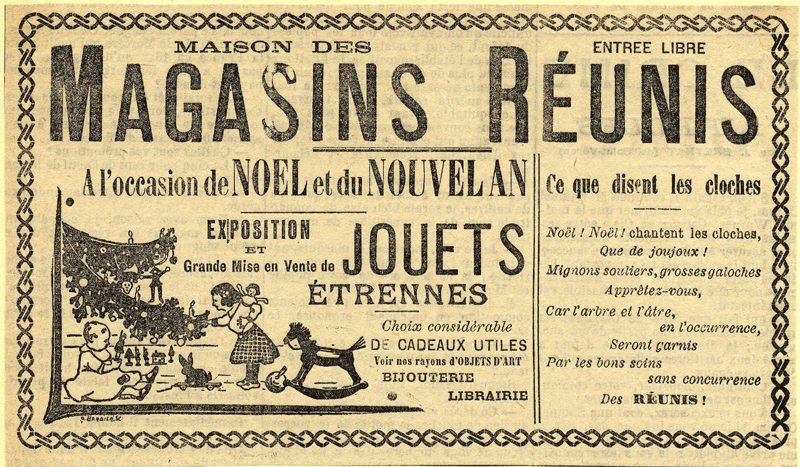
Publicité pour les jouets et cadeaux d'étrennes vendus à l'occasion de Noël et du nouvel an.
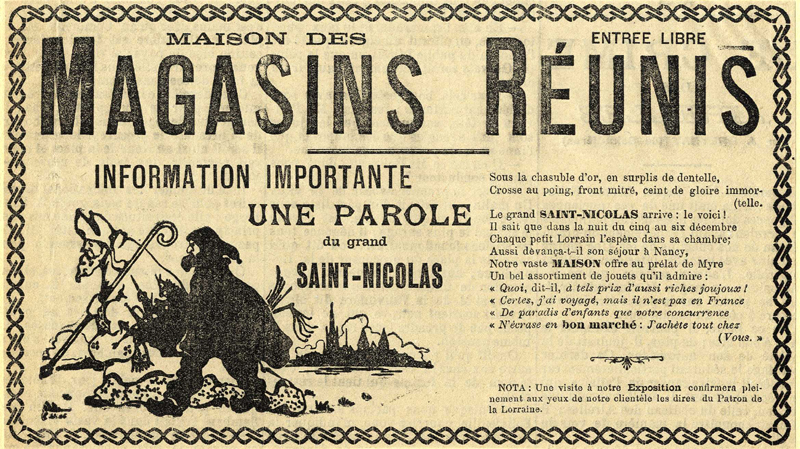
Publicité pour les jouets vendus à l'occasion de la Saint-Nicolas.
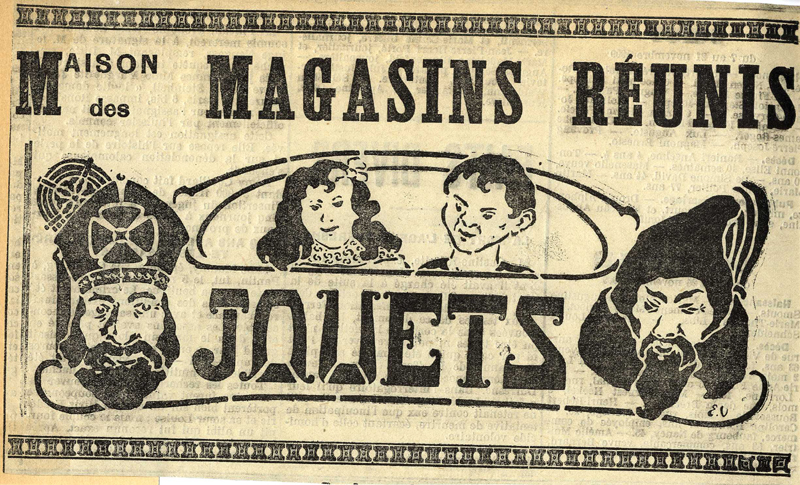
Publicité dpour les jouets vendus à l'occasion de la Saint-Nicolas.

#### L'alimentation et la restauration
Les Magasins réunis de Nancy ont également investi le secteur de l'alimentation et de la restauration en proposant une offre de produits alimentaires vendus dans des rayons spécialisés, ainsi qu'en se dotant d'un restaurant nommé le Walter, d'une Grande taverne et d'un salon de thé où les clients pouvaient se restaurer, consommer des boissons alcoolisées, jouer à des jeux de cartes et profiter des concerts qui y avaient lieu.
Le restaurant Walter des Magasins réunis de Nancy, situé place Stanislas, servait également de lieu de réception pour des banquets organisés à diverses occasions, par exemple en l'honneur des médaillés de la Société Industrielle de l'Est et des collaborateurs lauréats de l'Exposition internationale de l'Est de la France.

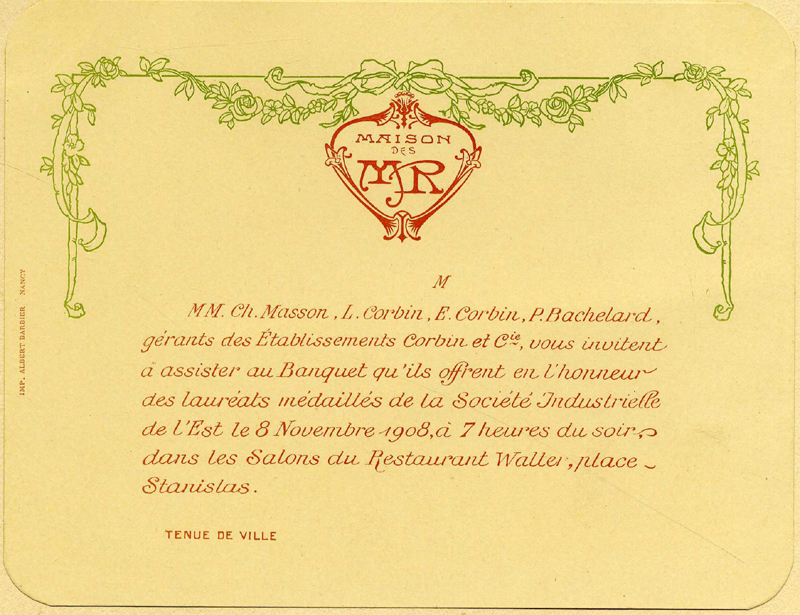
Carton d'invitation au banquet organisé dans le restaurant Walter par les Magasins réunis Nancy.
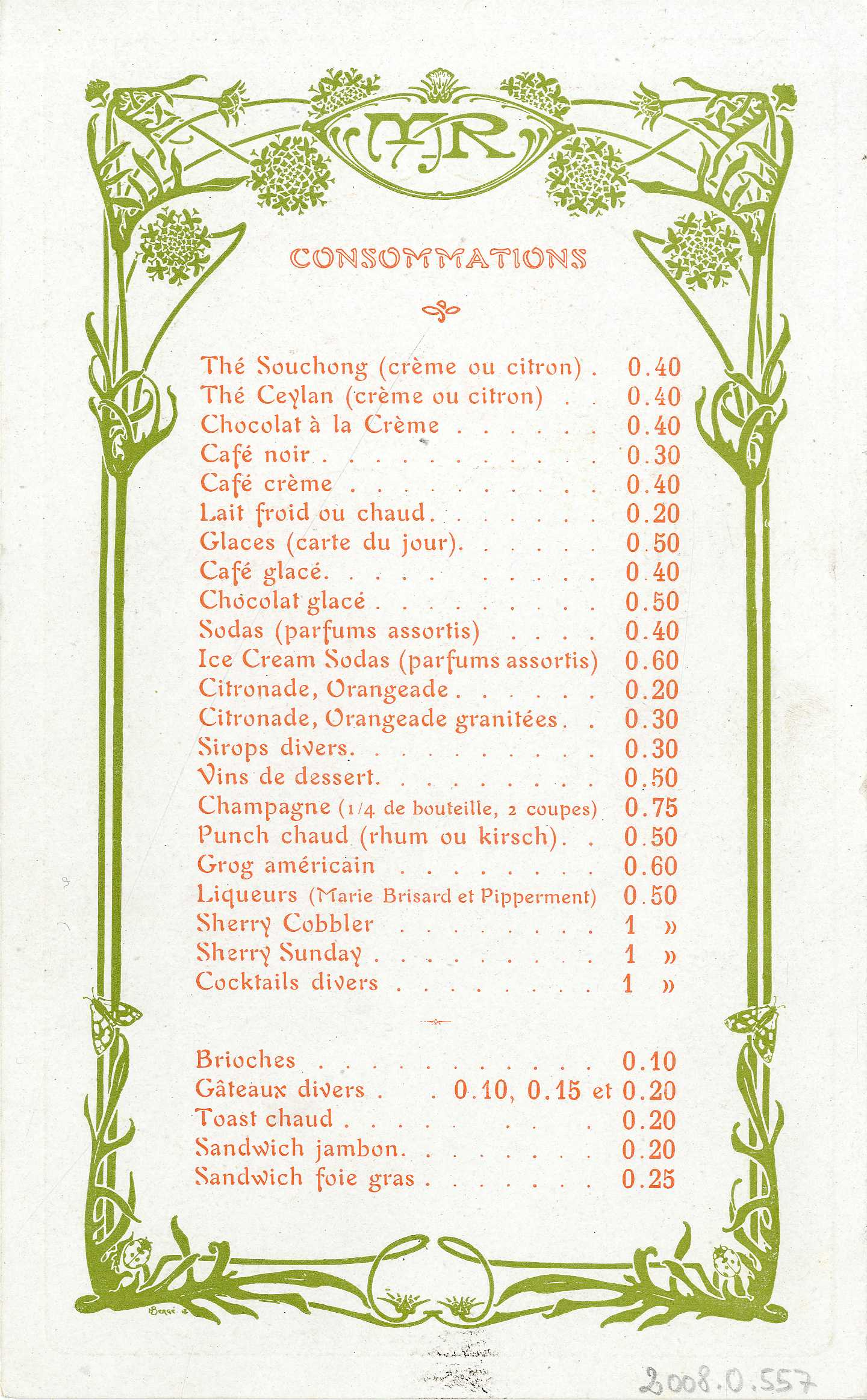
Carte des consommations au Salon de thé des Magasins réunis Nancy.
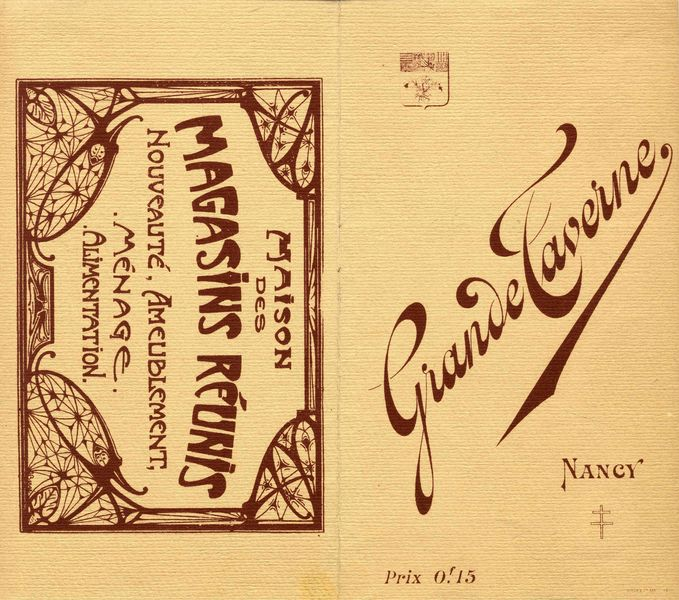
Publicité pour la Grande Taverne des Magasins réunis Nancy.

#### Le service postal et l'édition de cartes postales
La maison des Magasins réunis proposait également un service postal d'expédition de lettres et de colis en France et à l'étranger, ainsi qu'un service de livraison à Nancy. La maison éditait aussi des cartes postales de Nancy principalement.

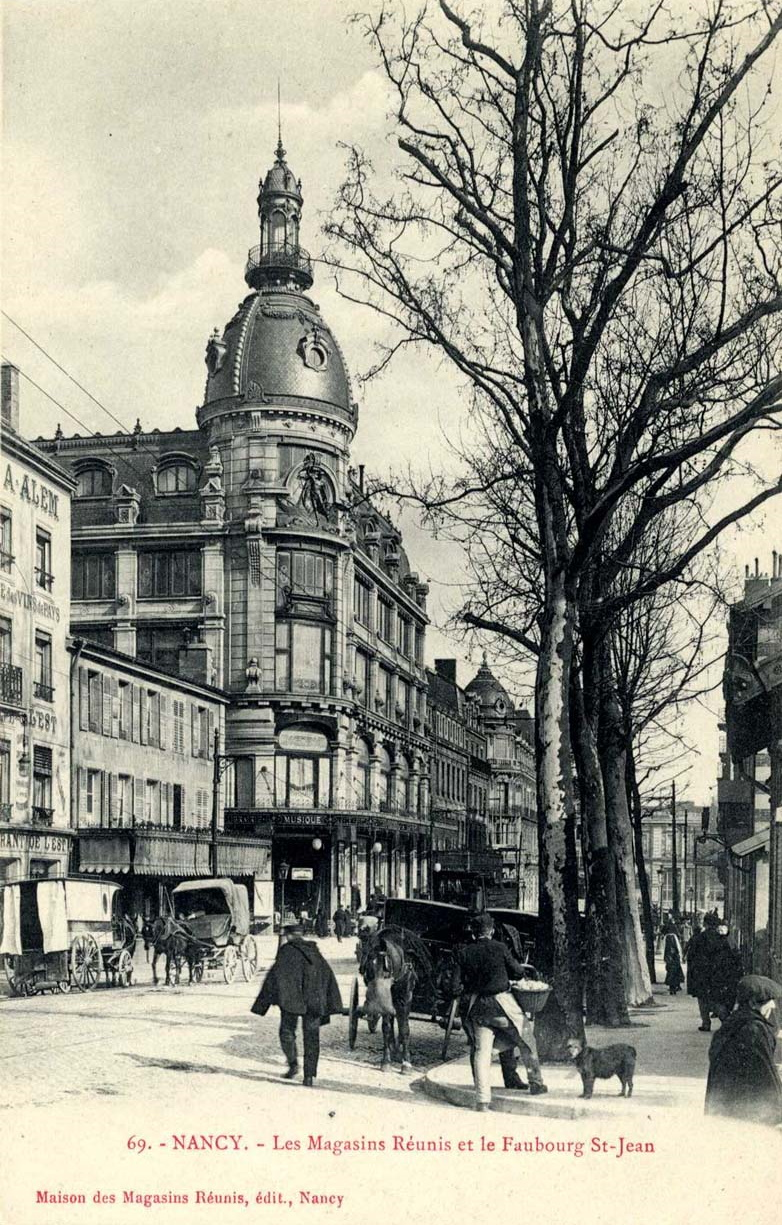
Carte postale du Faubourg Saint Jean à Nancy, éditée par la maison des Magasins réunis.
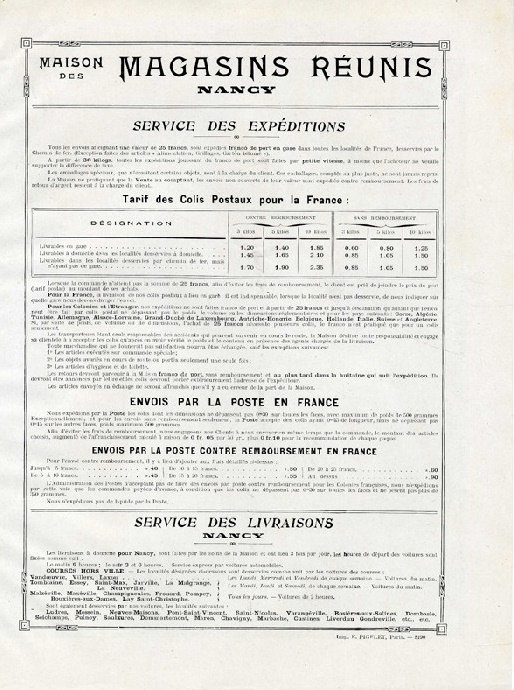
Grille tarifaire des services d'expédition et de livraison par les Magasins réunis.

#### Les équipements militaires et les distinctions honorifiques

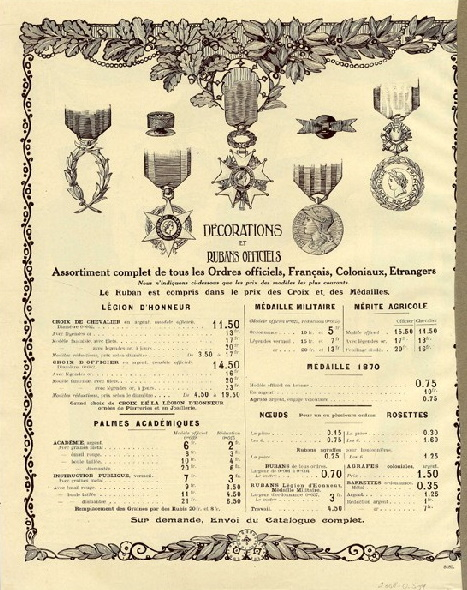
Publicité des Magasins réunis pour la vente de décorations honorifiques et militaires.

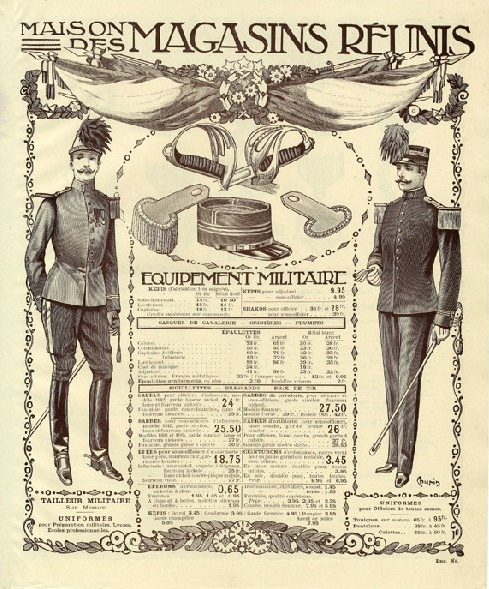
Publicité de la Maison des Magasins réunis pour la vente d'équipements militaires

Outre un abondant rayon consacré aux articles de mode, les clients des Magasins réunis pouvaient également se procurer des articles nécessaire à l'équipement militaire. Il était possible d'acheter des produits à l'unité, tels que des épaulettes, des casques de cavaliers, des sabres, ou encore des képis ou bien des uniformes complets.
Les Magasins réunis mettaient également en vente tout un rayon de décorations et de rubans officiels de tous les Ordres officiels français, ou étrangers. Il était ainsi possible de s'y procurer des médailles du mérite agricole, des palmes académiques, des médailles militaires ou encore la Légion d'Honneur. À titre d'exemple, la Croix du Chevalier de l'ordre national de la Légion d'Honneur était vendue 11,50 francs, tandis que la Croix d'Officier de la Légion d'Honneur se vendait au prix de 14,50 francs.

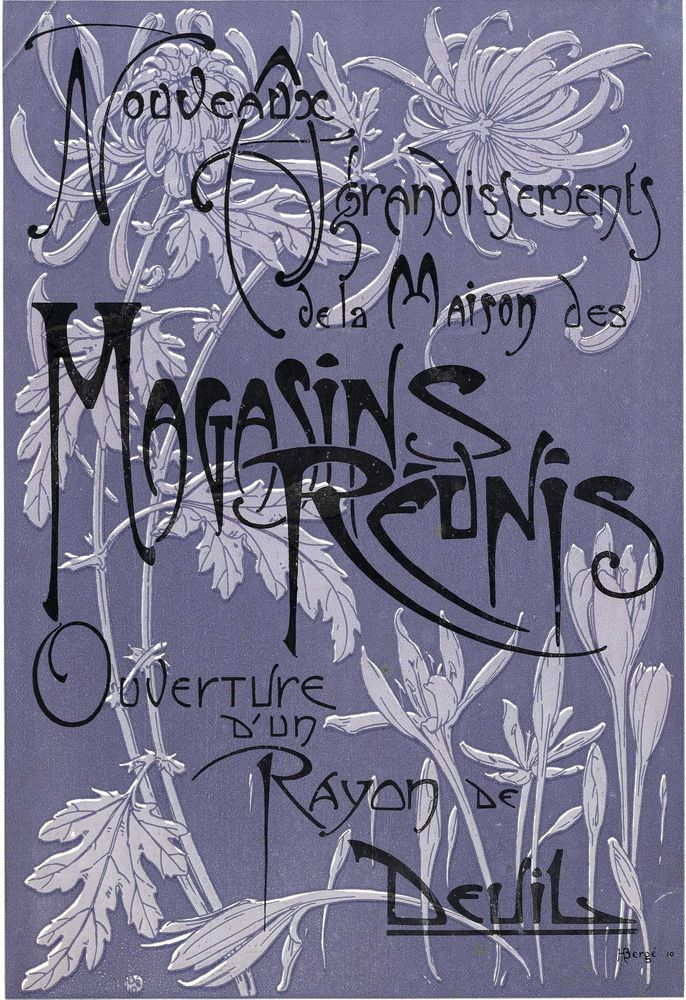
Publicité d'Henri Bergé pour l'ouverture d'un rayon de deuil aux Magasins réunis de Nancy.

#### Le rayon de deuil
Dans un souci constant d'étendre leurs gammes de produits, les Magasins réunis proposaient également un rayon de deuil.

#### Le rayon de la chasse et de la pêche

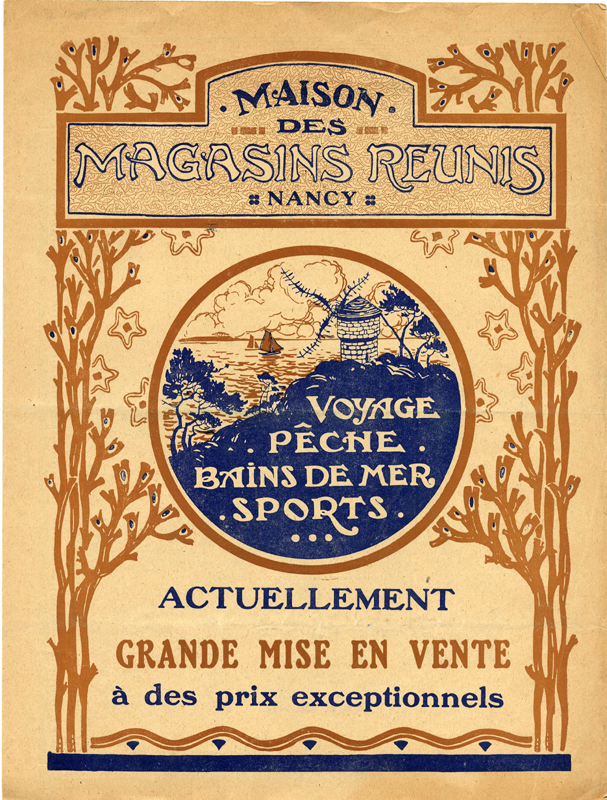
Couverture d'un catalogue de vente des Magasins réunis de Nancy sur la pêche, le voyage et le sport.

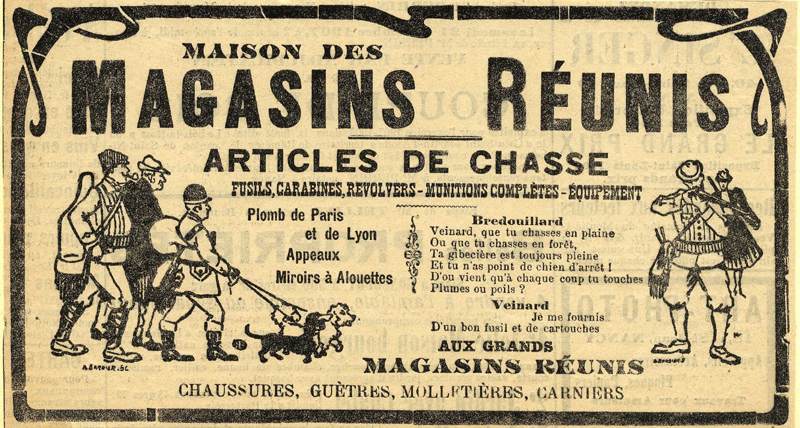
Publicité des Magasins réunis sur le matériel de chasse à vendre.

Les activités de plaisance et le tourisme se développent et se démocratisent dès le XIXe siècle. Les Magasins réunis de Nancy, s'adaptant au goût de leur clientèle, présentèrent ainsi à la vente des produits pour les loisirs tels que la chasse et la pêche. Un large éventail de matériel est vendu dans ces grands magasins, tel que des armes (fusils, carabines, révolvers, munitions), des polices d'assurances gratuites contre les accidents de chasse et des équipements de pêche (canne, moulinet, filet, panier, hameçons). Ce matériel et ces activités sont valorisés par la publicité des magasins, illustrée par des articles de l'École de Nancy, présentant des slogans accrocheurs, comme c'est le cas pour les catalogues de vente. Le tout est proposé à des prix concurrentiels, afin d'être attractif et de toucher toutes les classes sociales, Eugène Corbin souhaitant « une culture artistique populaire ».

#### Le rayon papeterie et livres

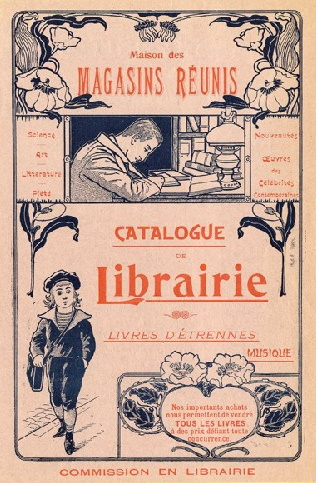
Couverture du catalogue de la librairie des Magasins Réunis de Nancy.

Parmi les très nombreux départements des grands magasins, les Magasins réunis de Nancy développent également un rayon consacré aux arts du livre. Une salle de lecture est aussi installée au premier étage du premier corps de bâtiment. De nombreux livres d'art, sur les sciences ou de musique sont disponibles en librairie qui vend également des livres d'étrennes, c'est-à-dire des cadeaux offerts au jour de l'an. Comme pour d'autres produits, des catalogues de vente sont disponibles afin de montrer la diversité des ouvrages proposés et permettre aux clients de commander ce qu'ils souhaitent à distance et de se faire ensuite livrer par la poste.
En parallèle, les Magasins Réunis vendent des fournitures scolaires pour écoliers et lycéens à petits prix.

#### Le rayon vêtements et literie

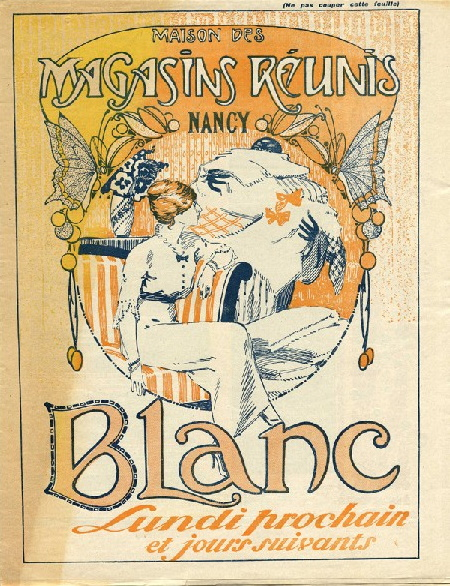
Ephémère des Magasins Réunis illustrant une jeune femme et du linge blanc.

Eugène Corbin veut mettre l'accent, dans ses magasins, sur le bon goût, mais également sur le confort. C'est pourquoi les Magasins Réunis vendent « tout et rien », comme l'indiquent de nombreuses affiches publicitaires. Ils commercialisent notamment de la literie (rideaux, linges, tapis), des vêtements et sous-vêtements (fourrures, robes de chambre, corsages, costumes « tailleur », jupons, dentelles) ainsi que des accessoires (chapeaux, chaussures, parapluies) en s'adaptant aux saisons. Les Magasins réunis sont alors à la pointe de la modernité, tout en s'ouvrant à toutes les classes sociales.

#### Le rayon de «blanc»

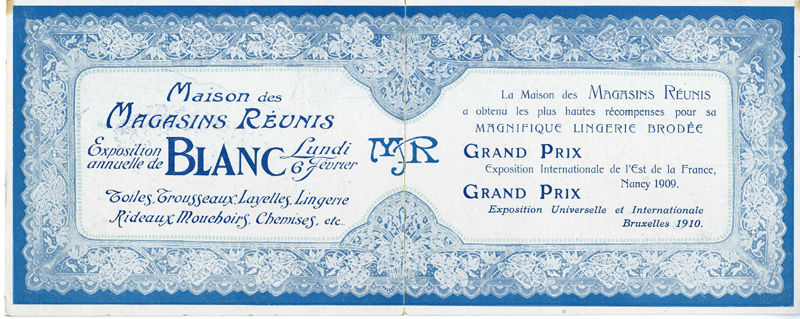
Annonce publicitaire pour l'exposition annuelle de blanc des Magasins Réunis de Nancy.

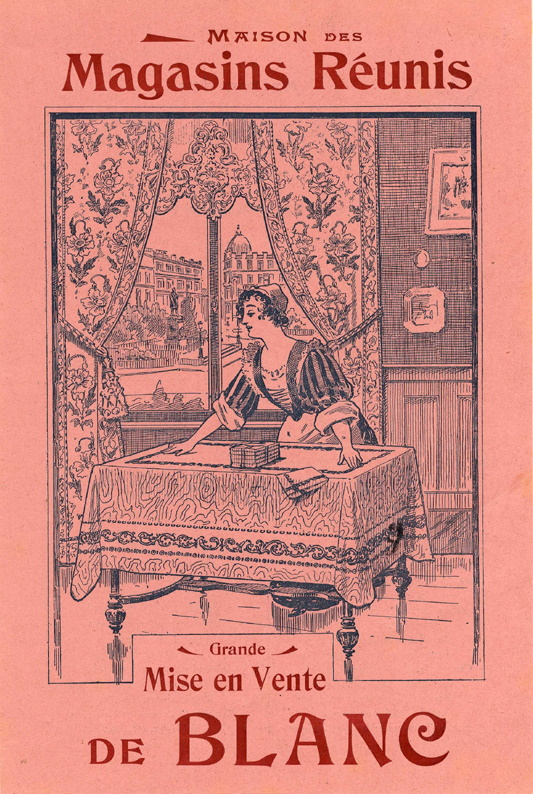
L'illustration montre une jeune femme présentant une collection de linge blanc.

L'importance du blanc au sein du rayon de vêtements et literie s'explique par l'attention importante apportée à la blancheur des textiles à partir de la seconde moitié du dix-neuvième siècle, du fait, notamment, du courant hygiéniste. Là encore, deux innovations non négligeables apparues au cours du dix-huitième siècle participèrent à cette vogue du blanc au siècle suivant; l'isolation du chlore en 1774 par le chimiste suédois Carl Wilhelm Scheele, puis, entre 1775 et 1777, la mise au point, par le savant français Claude-Louis Berthollet, d'un produit véritablement efficace pour le blanchiment des toiles, s'appuyant sur les propriétés décolorantes du chlore, l'eau de Javel.
Durant le dix-neuvième siècle, les progrès de la chimie permettant d'abaisser les coûts de fabrication de l'Eau de Javel, la blancheur des textiles devint donc un véritable enjeu vis-à-vis de la population française. D'abord symbole de la pureté et réservé à une élite, la possibilité d'obtenir du textile véritablement blanc s'étendit alors à toute la population française, pour les vêtements autant que pour le linge de maison. Il est intéressant de noter que sur certaines annonces publicitaires des Magasins Réunis, les expositions de blanc présentaient en effet des textiles blancs de toute sorte comme des trousseaux, plutôt reliés à la mode] et à la symbolique de pureté puisque généralement constitués à l'occasion d'un mariage ou d'une première communion ou des produits comme des rideaux, alors associé à la symbolique de la santé, de l'hygiène d'un intérieur et d'un linge de maison sain.
De même, cette vogue du blanc constitue également un phénomène de mode au tournant des années 1900, phénomène que les Magasins Réunis se doivent de suivre dans leur gamme de vente pour être en adéquation avec les nouvelles tendances; il s'agit donc pour les Magasins Réunis d'une véritable opportunité pour l'orientation de leur gamme de vente à cette époque, comme ces publicités peuvent l'illustrer.
La possibilité de vendre à grande échelle ces textiles blancs constitue en effet une véritable stratégie commerciale pour les Magasins Réunis, qui peuvent alors profiter de cette « vogue du blanc » pour vanter à leur clientèle la qualité de leurs produits. Certaines annonces publicitaires mentionnent d'ailleurs des prix remportés par les Magasins Réunis lors d'expositions passées.

### L'incendie de 1916 à Nancy
Le grand magasin de Nancy brûle accidentellement le 16 janvier 1916 (sans doute un court-circuit électrique). Composé d'éléments architecturaux divers plus ou moins réunis par une importante architecture métallique (dû à des extensions et un rachat progressifs d'immeubles voisins les uns des autres), le magasin brûle entièrement en une nuit. Ce que le feu n'a pas détruit, l'eau achève de le faire. Les dégâts sont considérables. Seul « avantage » : il subsistait dans l'ilot urbain (entouré des avenues ou rues Foch, Mazagran, Poirel et Morey), avant l'incendie, encore un immeuble privé que les Corbin n'arrivaient pas à racheter. Il fut réduit en cendre en même temps que le magasin. Un « argument » qui permit sa vente aux Corbin ensuite, et la disparition de cette ultime dent creuse dans l'emprise géographique nancéienne des Réunis.
Pour parer au plus pressé après l'incendie, Corbin loue pour créer de nouveaux espaces de ventes temporaires des immeubles rue Saint-Jean, et va même jusqu'à transformer tout l'immeuble d'habitation familiale, place Thiers, en succursale.
Depuis les années 1990, une théorie fleurit dans plusieurs ouvrages, articles et blogs : les Réunis de Nancy auraient été détruits à la suite de l'explosion d'une bombe incendiaire. En réalité, cette thèse est sans fondements, même si des immeubles voisins, comme celui de L'Est républicain, ont bien été victimes des bombardements allemands en 1916. Rien dans le rapport de police de l'époque, ou même dans la brochure historique publiée par les Magasins réunis eux-mêmes en 1967 n'évoque de près ou de loin la piste incendiaire. Seul le terme d'« incendie accidentel » est employé.

### La reconstruction des Réunis de Nancy
Corbin se détourne progressivement de l'Art Nouveau, influencé par les nouvelles tendances artistiques, il souhaite introduire l'art moderne à Nancy et créé le cercle artistique de l'Est dès la fin 1918, en 1921, une exposition est consacrée à Jean Lurçat, peintre, céramiste et créateur de tapisserie. Dès 1923, avec les peintres Victor Guillaume, Michel Colle et l'écrivain Georges Sadou, Corbin fait entrer l'art moderne au salon des amis des arts, jusque-là très conservateur. De plus, en 1923, il contribue à la création du comité Nancy-Paris et s'emploie à familiariser le public local avec l'art moderne.

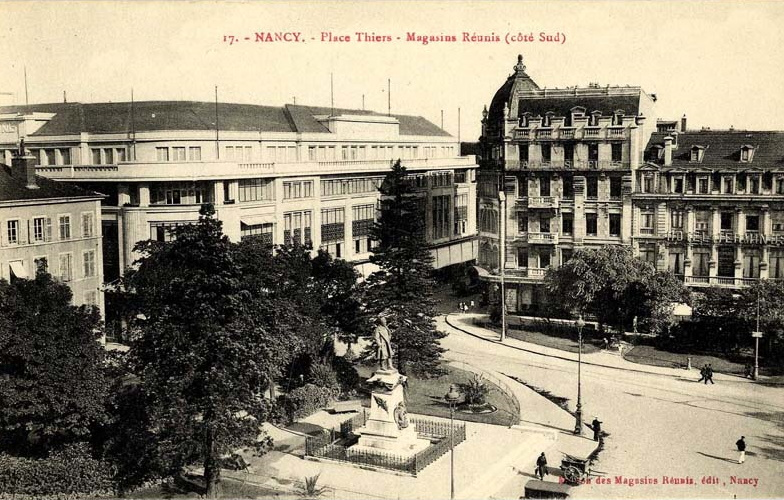
Carte postale de Nancy, début XXe. Place Thiers, côté Sud.

La reconstruction du magasin a lieu en 1925, souhaitant rompre avec l'École de Nancy, Eugène Corbin confie le projet à l'architecte Pierre Le Bourgeois, adepte du béton armé et du procédé Hennebique. Ce dernier propose une structure porteuse en béton armé, avec des façades fermées par des panneaux métalliques. L'instabilité du sous-sol aboutit à l'effondrement d'une importante partie du magasin en béton armé peu avant sa seconde inauguration prévue en décembre 1926.
Le magasin ouvre finalement ses portes en 1928 dans le style Art déco, la façade est délibérément épurée, rythmée par des pilastres cannelés et des bas-reliefs réalisés par le sculpteur Émile Just Bachelet. Des grilles forgées recouvrent certains des panneaux métalliques.
Les Magasins réunis de Nancy deviennent le plus grand magasin de province : sur 12 135 m2, les 70 espaces de vente sont bien plus vastes, mais l'ensemble est également agrémenté d'un restaurant, d'un salon de coiffure, d'une agence de voyages, d'une garderie et le dernier étage est entièrement consacré à la galerie d'art.

### Les stratégies commerciales d'Eugène Corbin

#### Un art à la portée de tous

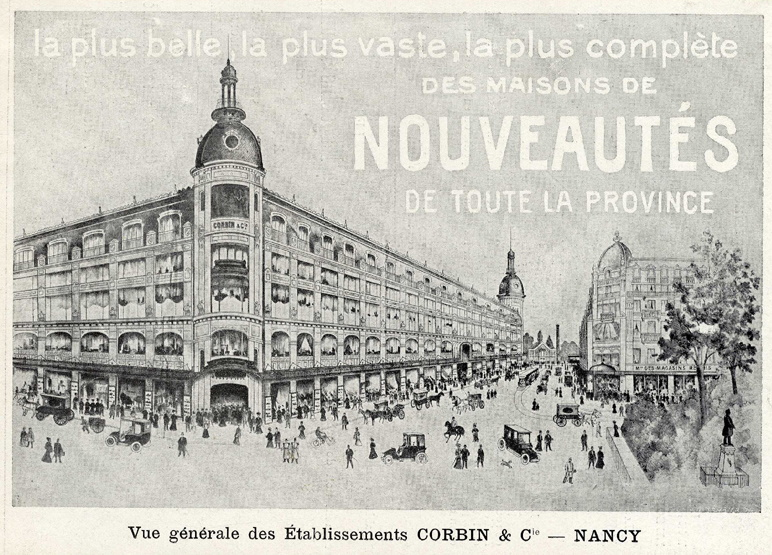
Vue générale des Établissements CORBIN & Cie - Nancy.

Eugène Corbin utilise la publicité pour attirer le plus grand nombre de clients. Dès 1908, il utilise l'enveloppe architecturale des Magasins Réunis comme support de communication. Elle est souvent représentée de manière exagérée dans les publicités, avec une perspective faussée qui accentue les proportions monumentales du bâtiment.
La clientèle des Magasins Réunis de Nancy est composée de toutes les classes sociales sans distinction. L'accent est mis sur l'élégance, le confort et le "bon ton" afin d'attirer tous les Nancéiens. Pour Eugène Corbin, les Magasins Réunis de Nancy doivent être une manifestation des valeurs défendues par l'École de Nancy : une esthétique nouvelle, adaptée aux exigences de la vie moderne. Il respecte cette volonté de rendre l'art accessible à tous en concevant des espaces composés de vastes halls auxquels sont adjoints des "coins" de vente ou de repos plus intimes. On y trouve notamment un tea-room où des concerts sont donnés, un cabinet de lecture décoré par Louis Majorelle, une librairie et une galerie d'art présentant en permanence des tableaux et des objets d'art. Ainsi, il diffuse la culture et la rend accessible à sa clientèle.
Comme les principaux protagonistes de l'École de Nancy, Corbin considère l'industrie comme un moyen de diffuser plus largement l'art, de produire en série des objets de qualité, et de rendre l'art accessible à tous, à la fois utile et esthétique. Il opte pour la vente d'objets en série, fabriqués par des industries lorraines telles que les cristalleries de Baccarat et la faïencerie de Longwy. De plus, il fait éditer des objets courants conçus par des artistes nancéiens tels que Jacques Gruber, qui propose des modèles de broderie, ou Lucien Weissenburger, qui dessine du mobilier pour Majorelle. Ainsi, il contribue à la promotion de l'artisanat local et à la diffusion de l'art dans la vie quotidienne.
Lorsqu'Eugène Corbin opte pour l'art moderne, les expositions régulières d'avant-garde organisées à l'intérieur ou à l'extérieur des Magasins Réunis contribuent à former le goût des Nancéiens, qui sont encore peu habitués à de telles formes d'expression. Après la reconstruction de 1925, Corbin fait aménager une galerie d'art ouverte au public au troisième étage, où sont présentées les œuvres et les recherches des jeunes artistes. Cette initiative permet de favoriser la découverte et l'appréciation de l'art moderne par le grand public.

#### L'empire des Réunis s'étend avant de disparaitre
Eugène Corbin voit grand et s'implante à Paris en rachetant l'enseigne Économie ménagère qui deviendra les Magasins réunis Étoile.

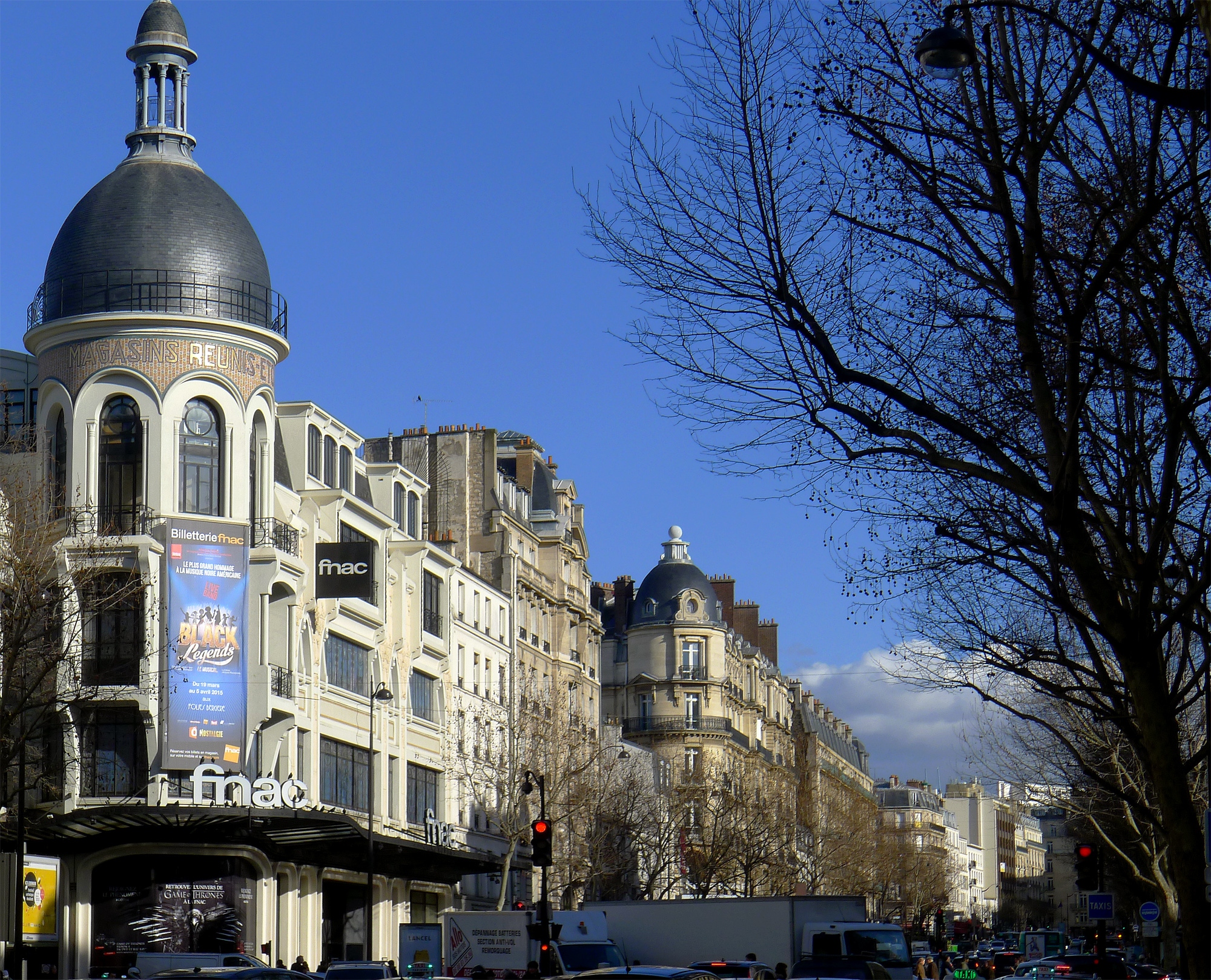
Les Magasins réunis Étoile à l'angle de l'avenue des Ternes et de l'avenue Niel, à Paris.
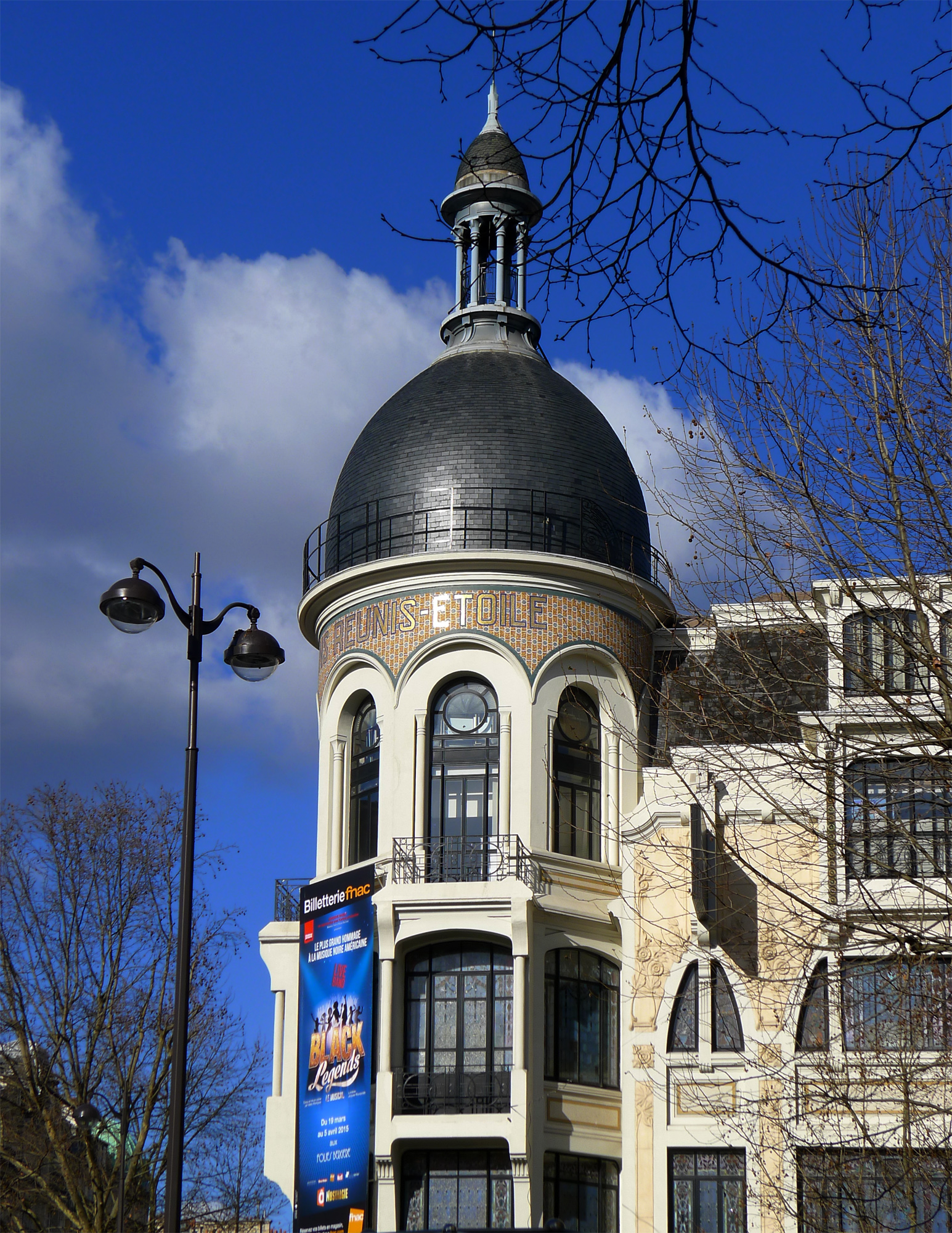
Détail de la coupole avec sa lanterne.

Il s'implante à l'emplacement du premier centre commercial de Paris : les Magasins réunis - République et rachète également le Grand bazar de la rue de Rennes à Montparnasse.
En 1955, le groupe Magasins réunis s'associe avec le groupe Paris-France pour créer des magasins Parunis à Paris, mais également au Havre et à Lens.
Après les crises de 1970 et l'avènement de la grande distribution, l'essor des grands magasins s'essouffle et les Magasins réunis s'affilient au Printemps en 1980.
En 1983, le nom « Magasins réunis » disparaît et le magasin de Nancy devient Printemps / Fnac, tandis que les autres Magasins réunis de France sont soit revendus soit transformés en Fnac.

## Implantations des magasins
Le grand magasin de Nancy hébergeait la société-mère et la centrale d'achat, fondée en 1910, était située 60, rue de Turenne à Paris.
L'enseigne comptait des succursales en Lorraine :
- Toul
- Lunéville
- Pont à Mousson
- Longwy
- Jœuf
- Épinal
- Charmes[Lequel ?]
- Neufchâteau[Lequel ?]
- Bar-le-Duc
- Saint Mihiel
- Vaucouleurs[Lequel ?]

De grands magasins à Paris :
- Étoile
- République
- Montparnasse

D'autres grands magasins en province :
- Troyes
- Cherbourg
- Reims
- Marseille
- Béthune
- Charleville-Mézières
- Châlons (Les Grands Bazars de la Marne)

De nombreux magasins étaient également affiliés en France métropolitaine et jusqu'en Guadeloupe pour un total de 40 magasins.
Une affiliation possédait un magasin à Bâle (Suisse). Les Magasins réunis étaient également cofondateurs des magasins Parunis et présidaient le groupe Magasin moderne.

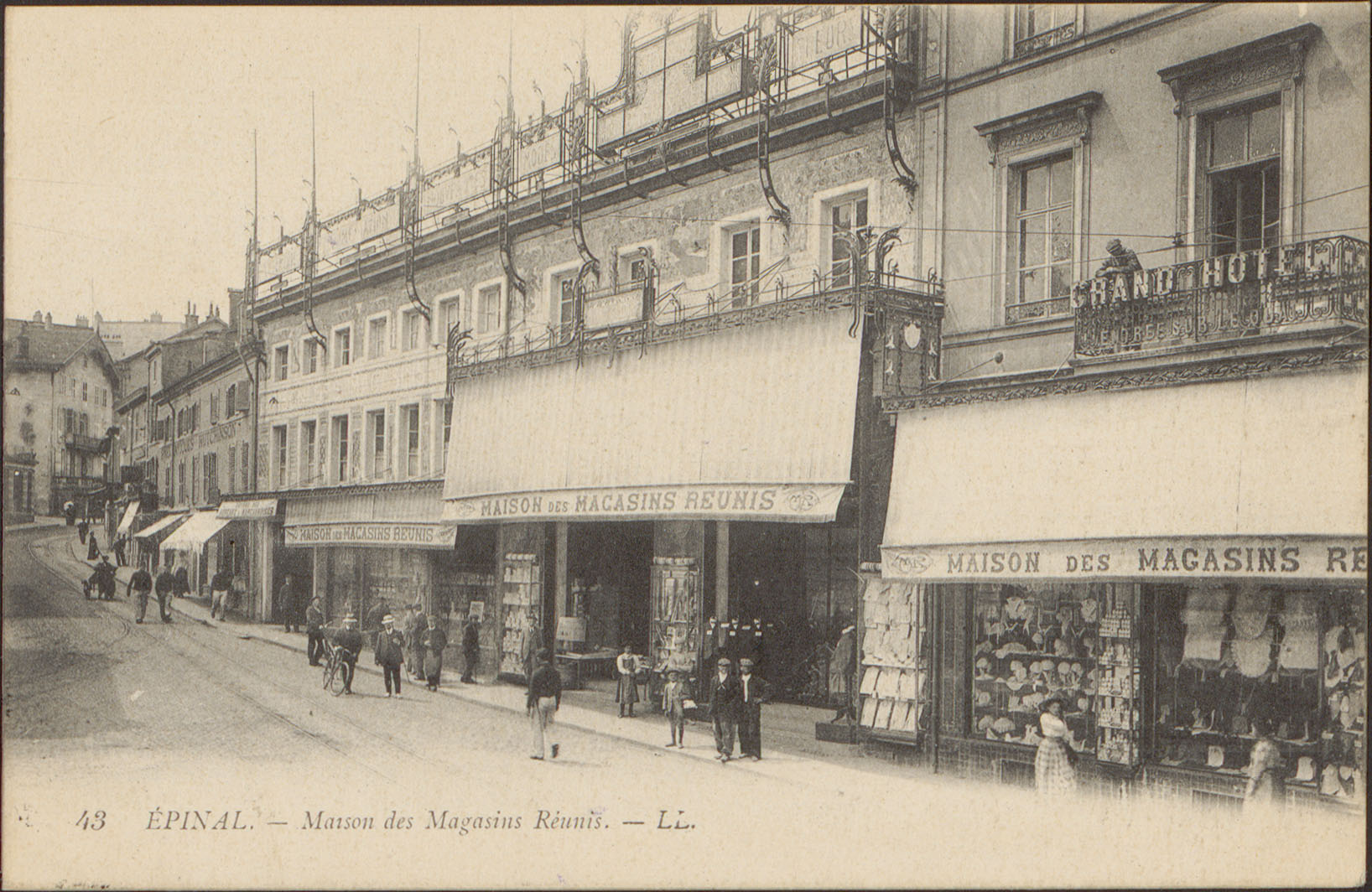
Carte postale n°43 représentant la Maison des Magasins réunis d'Épinal, située rue de la Gare (actuelle rue des États-Unis).
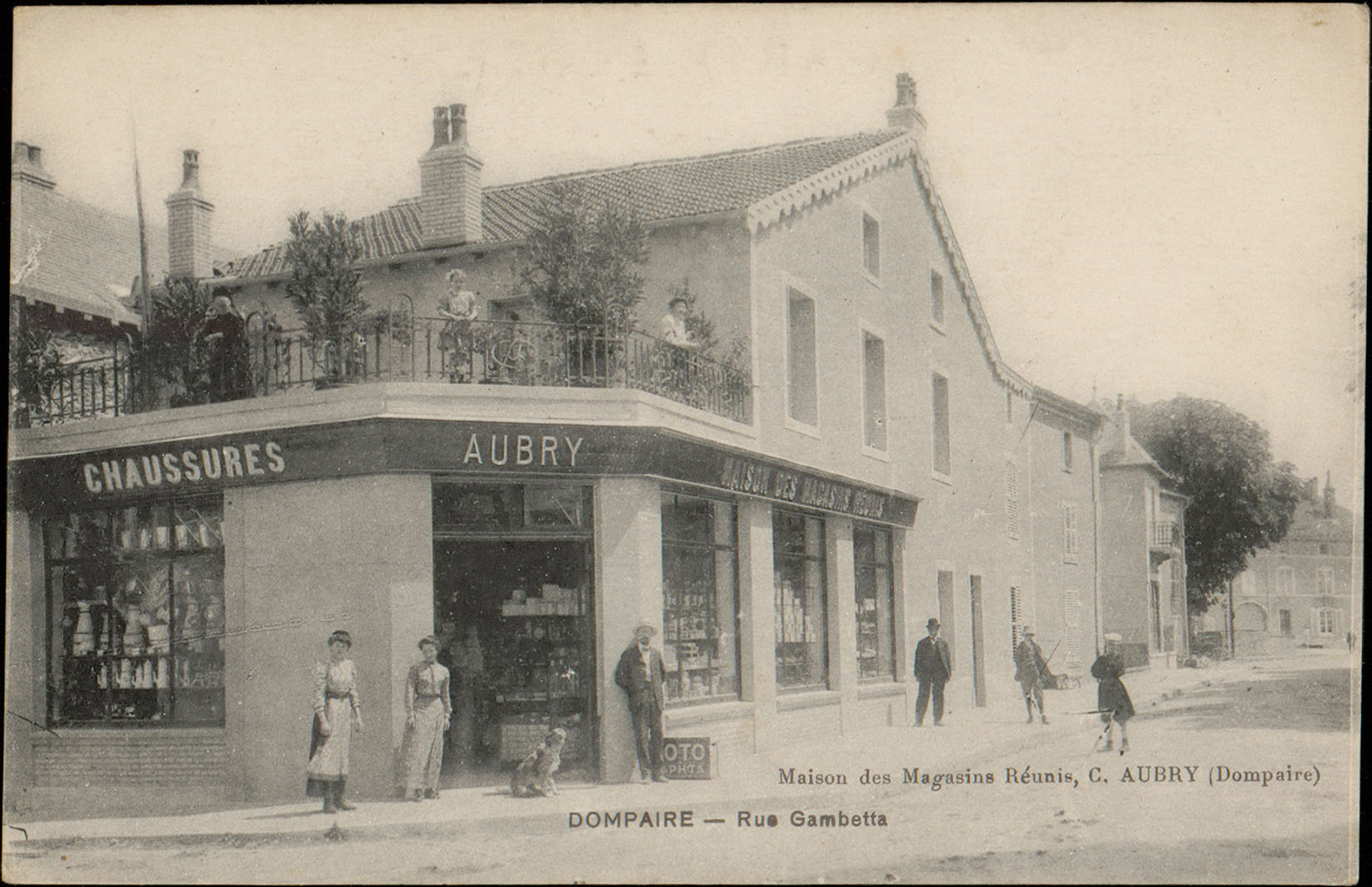
Carte postale représentant la Maison des Magasin réunis de Dompaire, située rue Gambetta (actuel square Jules Ferry).
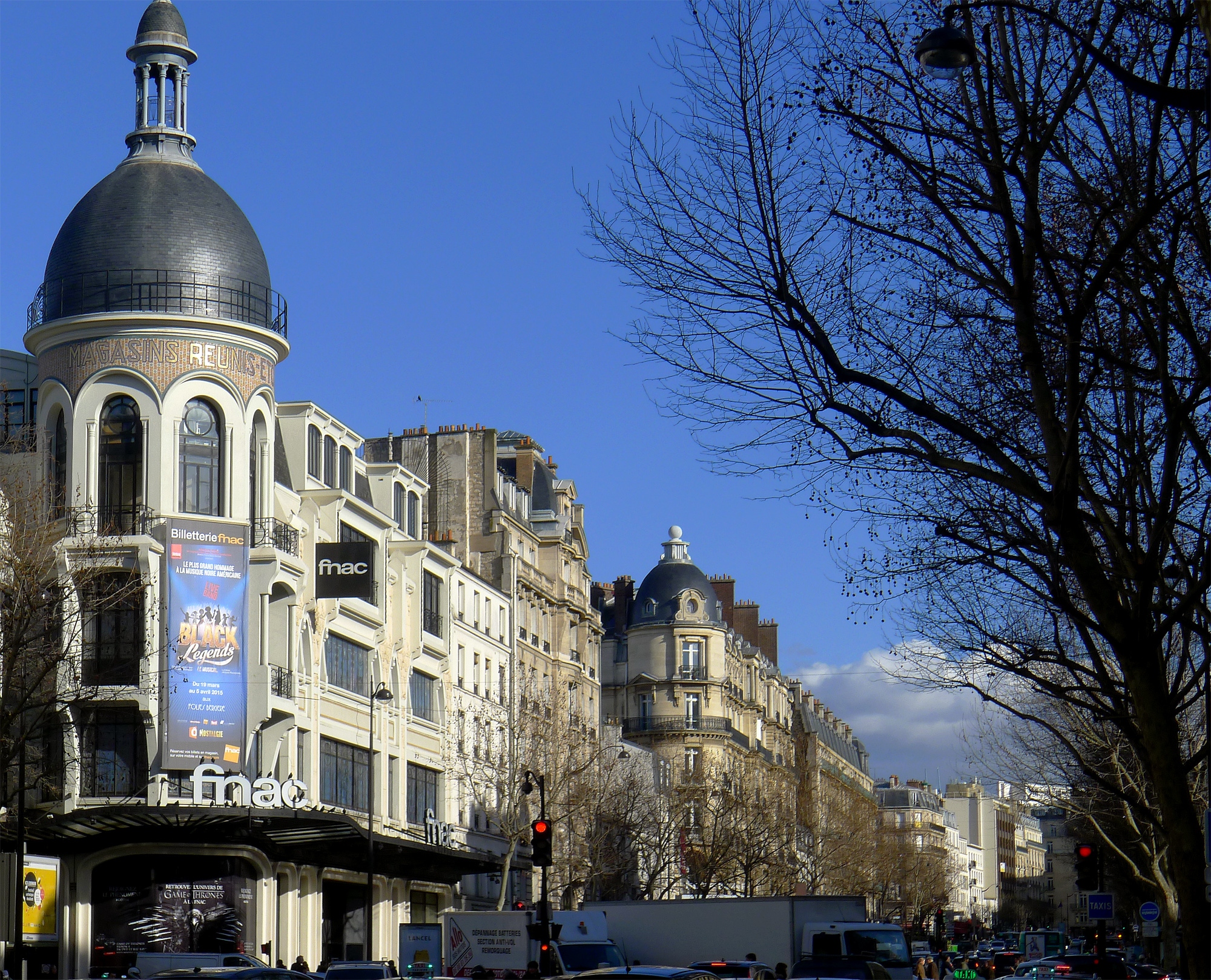
Fnac (anciennement Magasins réunis-Étoile), située avenue des Ternes, 17e arrondissement, Paris.
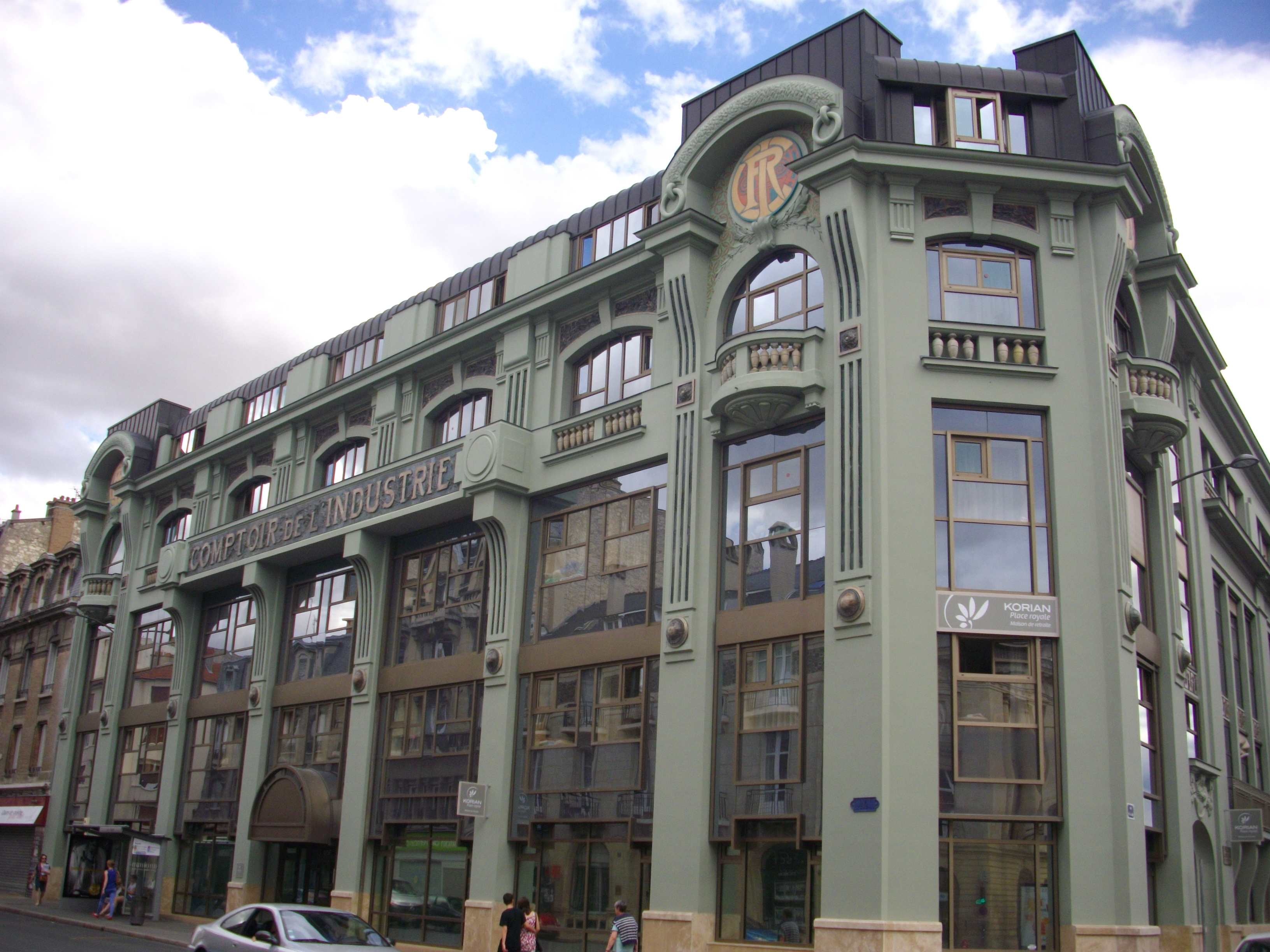
Le Comptoir de l’Industrie qui fut un temps les Magasins réunis de Reims, situé au 6-12 rue Cérès.
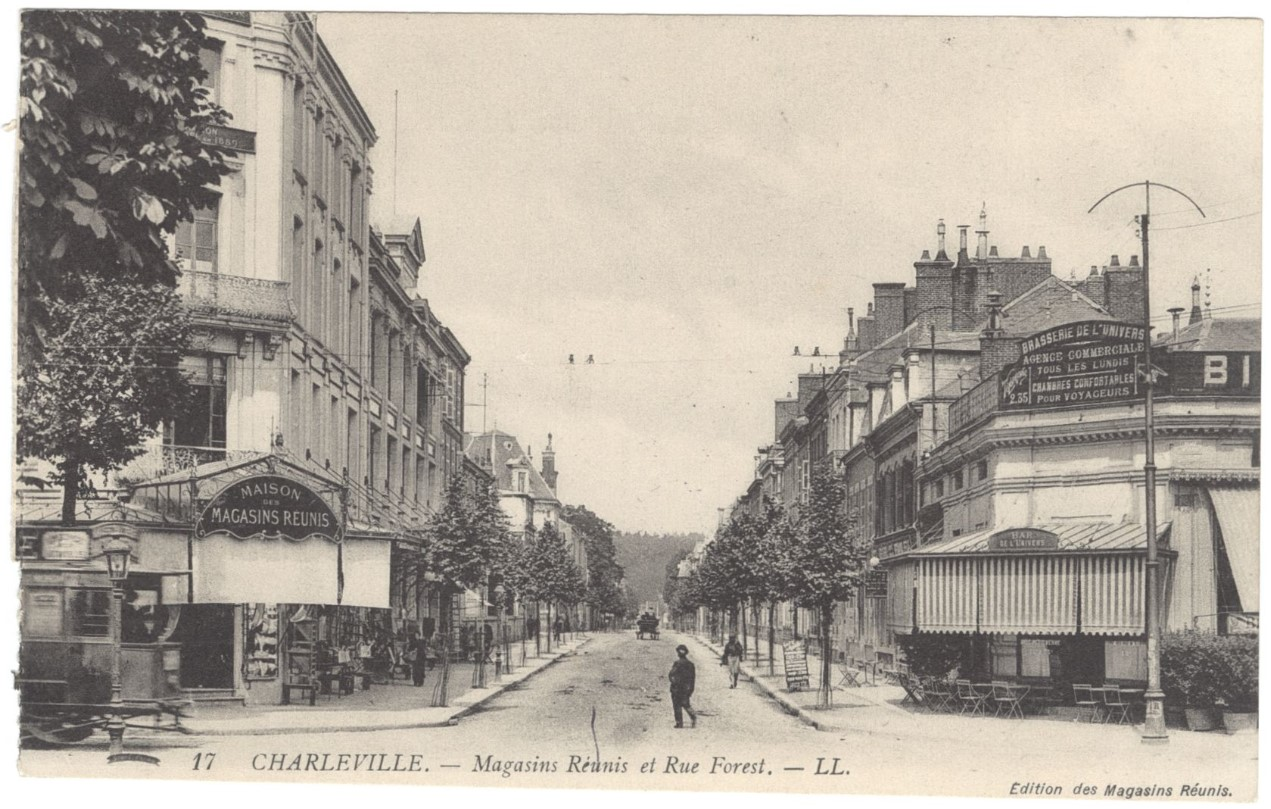
Carte postale représentant les Magasins réunis de Charleville, rue Forest.
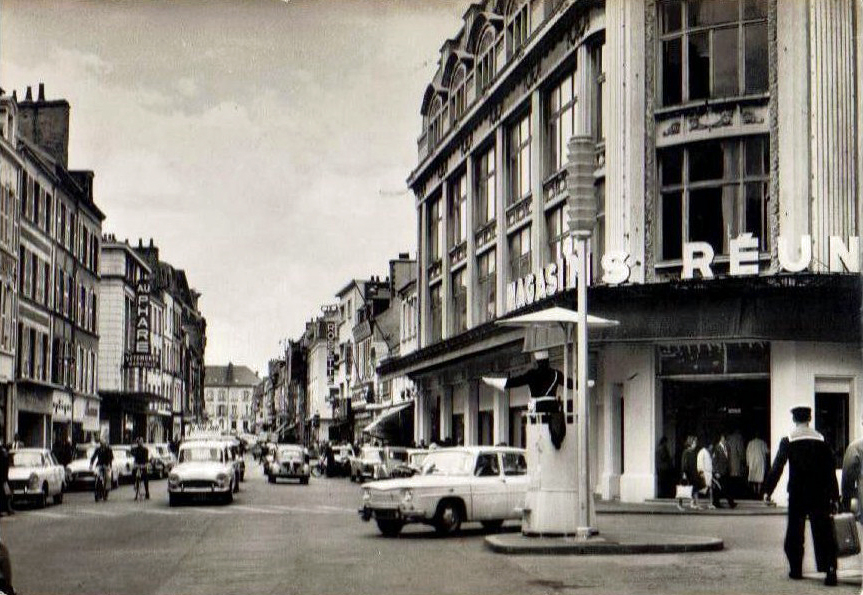
Ancien bâtiment des Magasins réunis de Cherbourg, situé à l'angle de la rue Gambetta et de la rue des Portes.
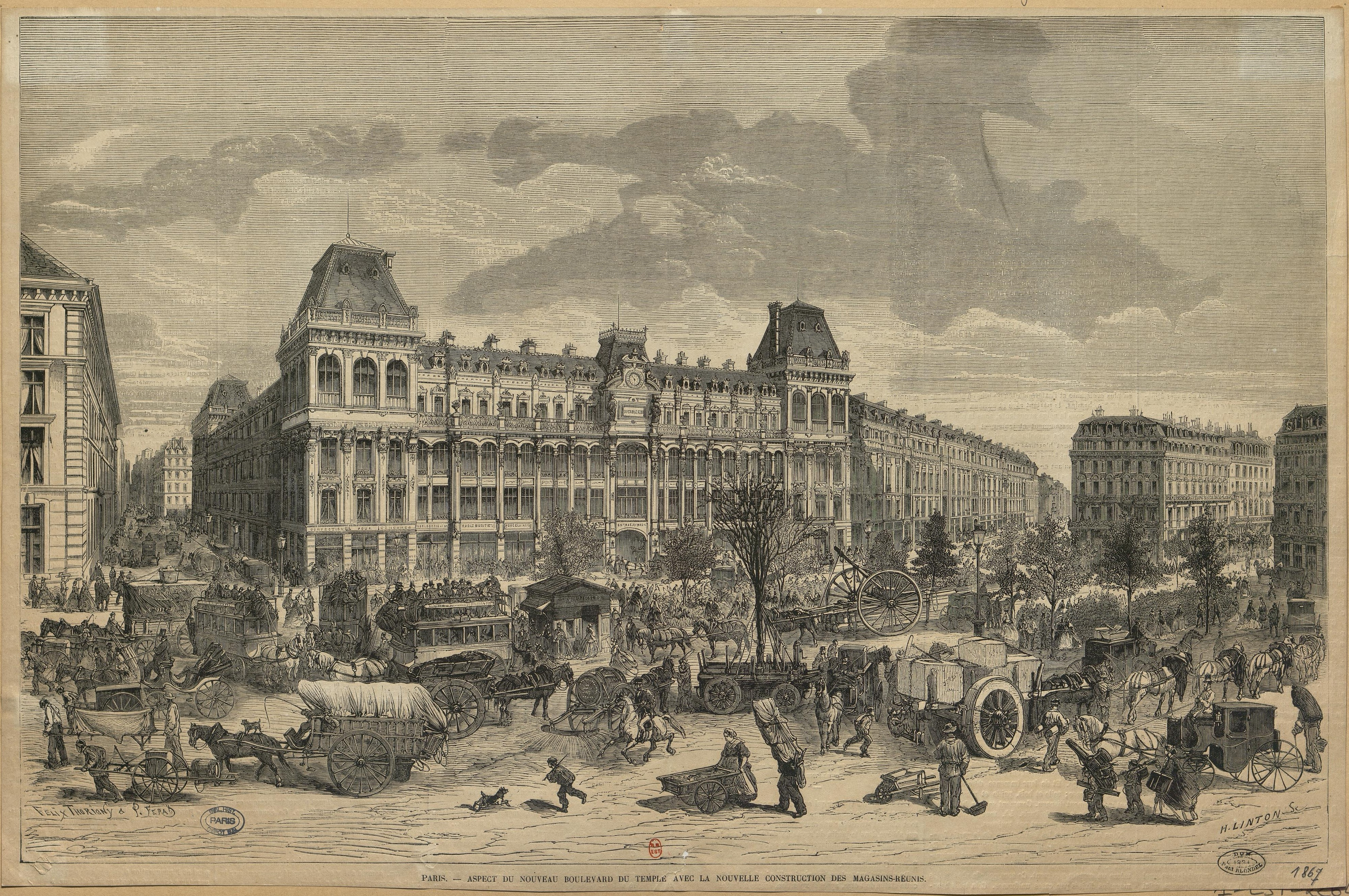
Illustration représentant les Magasins réunis - République (Paris).
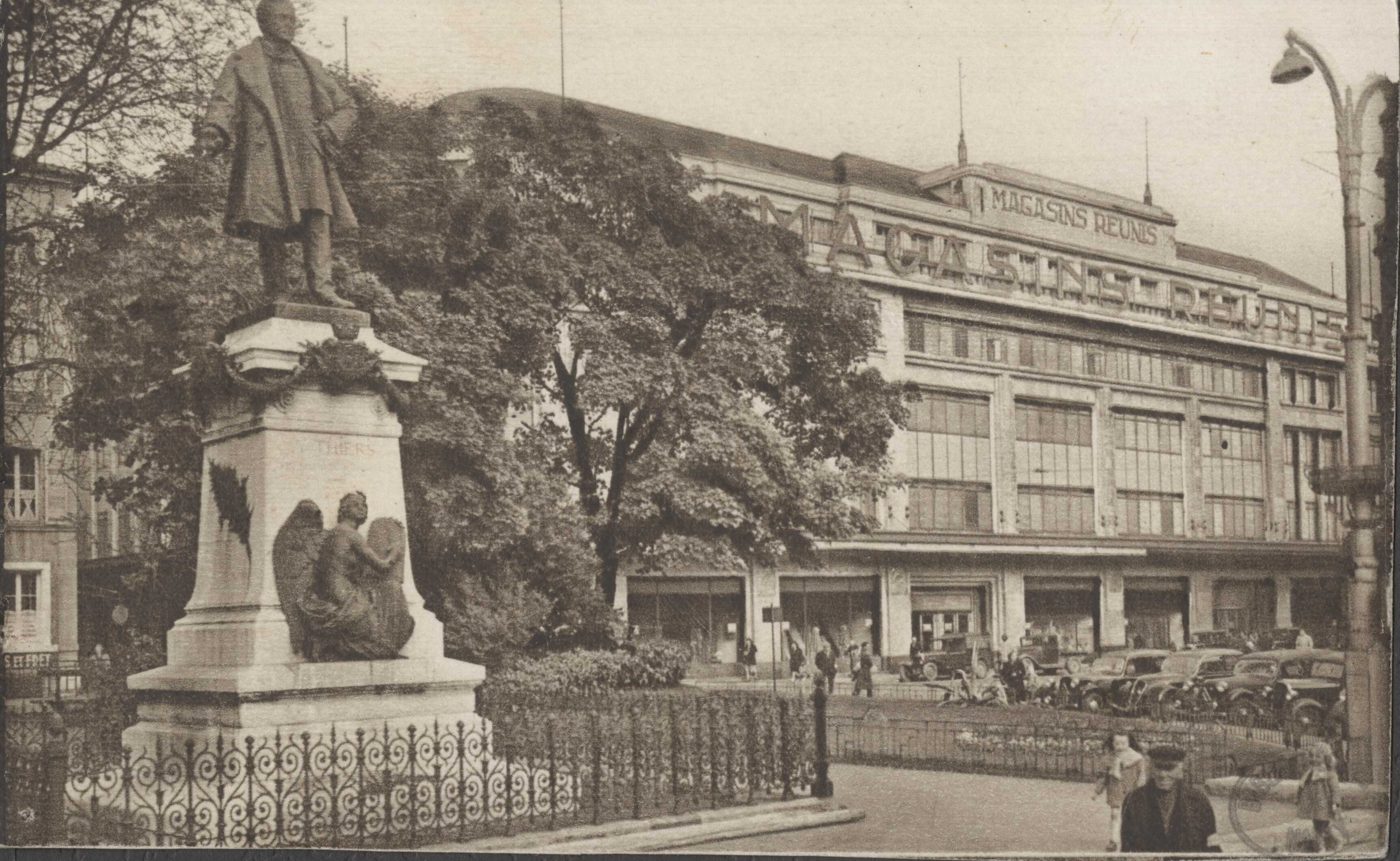
Les Magasins Réunis à Nancy, 1925-1930, carte postale conservée à la bibliothèque municipale de Nancy
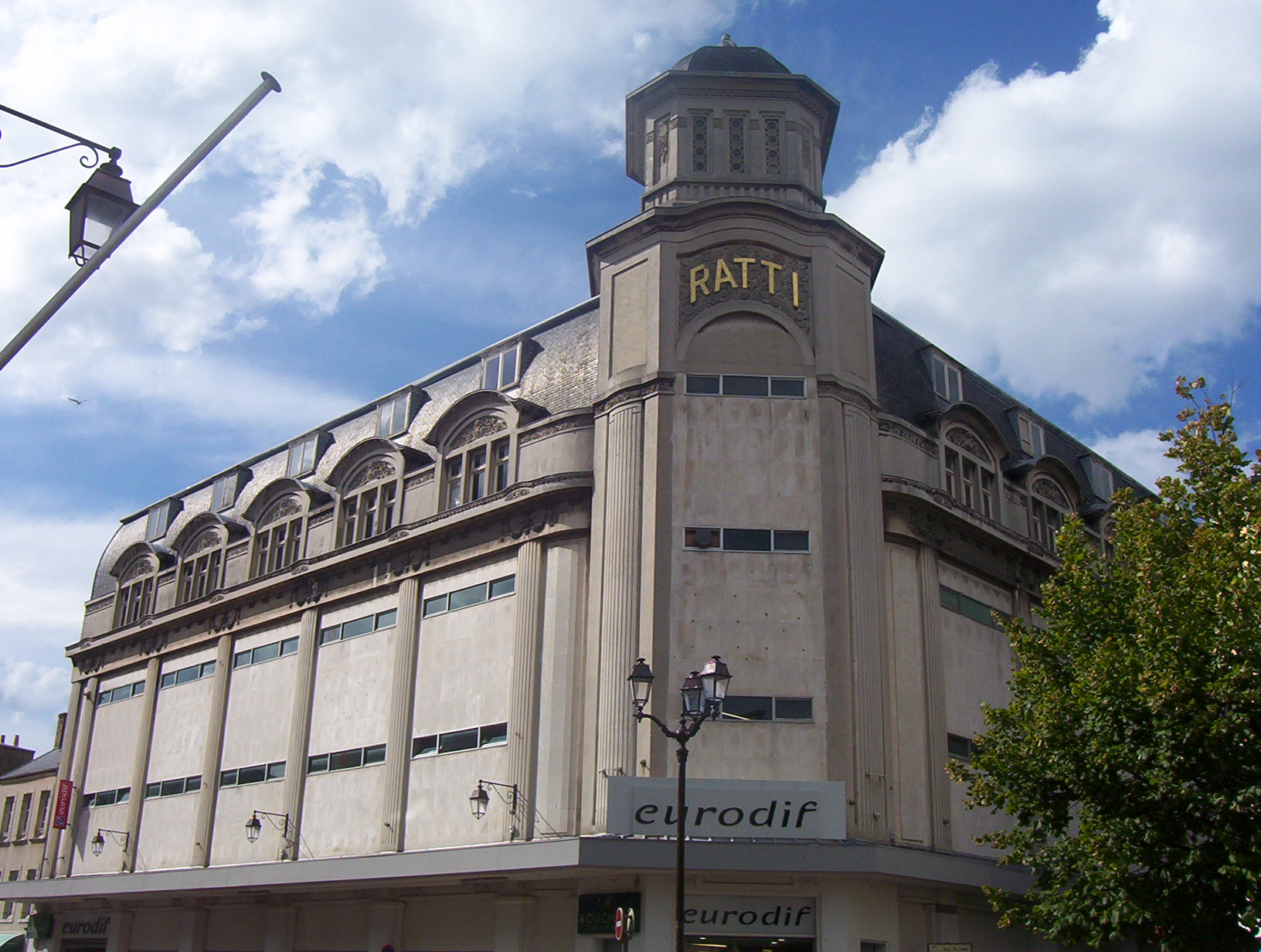
En 1954, à Cherbourg, Ratti fait place aux Magasins Réunis